# Кампанелла, Томмазо
Томма́зо Кампане́лла (итал. Tommaso Campanella, лат. Thomas Campanella, при крещении получил имя Джова́нни Доме́нико, итал. Giovanni Domenico; 5 сентября 1568, Стило — 21 мая 1639, Париж) — итальянский философ, теолог и писатель, наиболее известный утопическим трактатом «Город Солнца», один из наиболее значительных мыслителей позднего Возрождения. Монах ордена доминиканцев, в который вступил в 1582 году (имя принято в честь Фомы Аквинского). Марен Мерсенн считал Кампанеллу и Галилея «величайшими сынами Италии». В советской исторической и философской литературе рассматривался как один из первых представителей утопического социализма. В современной Италии Кампанелла считается предтечей экзегетики реформированного католицизма XX века, его доктрины согласуются как с официальным томизмом, так и с постановлениями Первого Ватиканского собора.
Кампанелла происходил из семейства неграмотного сапожника, но благодаря незаурядным способностям смог получить духовное образование. Из-за нежелания следовать монастырской дисциплине и увлечения магией и мистицизмом покинул обитель и странствовал по Италии. В 1591—1598 годах четырежды подвергался арестам, после расследования римской инквизиции был признан «подозреваемым в ереси» и приговорён к отречению. Будучи выслан в родную Калабрию, в 1599 году разработал план восстания против испанских властей с участием флота Османской империи. В результате предательства пятый раз был арестован и подвергнут пыткам, но избежал смертной казни, симулируя безумие. Приговорённый к пожизненному заключению, 27 лет подряд находился в разных тюрьмах Неаполя. Всё это время занимался интенсивным литературным творчеством, написав несколько объёмных трактатов по философии, богословию, астрологии, астрономии, медицине, физике, математике, политике:
- «Монархия Мессии» (Monarchia Messiae, 1606, опубликована в 1633),
- «Метафизика» (Metaphysica, 1609—1623),
- «Побеждённый атеизм[англ.]» (Atheismus triumphatus, 1607, опубликован в 1631),
- «Апология Галилея» (Apologia di Galileo, 1616),
- «Теология» (Theologia, 1613—1624),

и многие другие.
Многие сочинения Кампанеллы изымались, и он восстанавливал их по памяти, а также сам переводил на латинский язык. В 1617—1623 годах некоторые труды Кампанеллы были напечатаны в Германии. Всего он опубликовал более 100 работ суммарным объёмом 30 000 страниц.
В 1626 году Кампанелла был освобождён испанскими властями, но до 1628 года он находился под следствием инквизиции и был переведён в Рим. Впоследствии своими астрологическими и магическими познаниями и практиками Кампанелла заинтересовал папу римского Урбана VIII, был окончательно освобождён и некоторое время провёл в Ватикане. В 1629 году орден доминиканцев присвоил Кампанелле степень магистра теологии. Из-за очередного дела об антииспанском заговоре, подготовленном учениками Кампанеллы, в 1634 году он перебрался во Францию, где пользовался покровительством герцога де Ришельё, а его труды были одобрены Сорбонной. В 1637 году выпустил в свет новое издание «Города Солнца», в 1638 году составил натальный гороскоп новорождённого Людовика XIV и опубликовал эвлогию, в которой выражал надежду, что будущий король реализует Город Солнца на практике.
Будучи современником научной революции, Кампанелла по кругу интересов и мировоззрению принадлежал к эпохе Ренессанса, последовательно облекая нетрадиционные идеи в консервативные формы. Главной своей задачей он считал универсальный научный синтез, объединяющий философское, естественно-научное и гуманитарное знание. Придерживался идеи одушевлённости Вселенной, органическую жизнь объяснял наличием «естественной души» или тёплого, тонкого и подвижного духа, возникающего под воздействием света и тепла, исходящих от Солнца, и равно присущего человеку, животным и растениям. Разработал теорию «прималитетов» бытия — мощи, мудрости и любви: всякому сущему свойственны возможность бытия, осознание своего бытия и всего, что этому бытию враждебно или дружественно, а также любовь к своему бытию. На метафизическом уровне исповедовал божественное всеединство Вселенной, все вещи которой образуют связь и «симпатическое общение» друг с другом. Выявить и использовать эти связи, согласно учению Кампанеллы, возможно при помощи естественной магии; последняя дополняется искусственной магией — открытиями и изобретениями человека.
Из природного всеединства выводил социально-политическое единство человечества. Изначально считал, что короли Испании предназначены Провидением возглавить вселенскую монархию; но затем перешёл на позиции теократии, провозгласив, что верховным правителем должен быть папа римский. В богословском отношении разрабатывал теорию двух книг — Природы и Писания, из которых второе не противоречит первой. Занимался и литературным творчеством: составил трактат «Поэтика», в 1622 году опубликовал собрание стихотворений; в молодости занимался драматургией (драма «Мария Стюарт» утрачена).

## Биография

### Становление (1568—1589)
Будущий философ родился на рассвете пятницы 5 сентября 1568 года в деревне Стило близ Стиньяно в семье неграмотного сапожника Джеронимо Кампанеллы и его жены Катерины Мартелло. 12 сентября он был крещён в местной церкви Сан-Бьяджо и получил имя Джованни Доменико. Мать умерла, когда старшему сыну было 5 лет. О ней почти не осталось сведений, однако в своей «Теологии» Кампанелла вспоминал, что в 1593—1594 годах видел в Падуе женщину, одержимую дьяволом, которая в трансе назвала правильное имя его матери, но была не в состоянии процитировать первую фразу платоновского «Тимея». О ранних годах Джованни Доменико почти ничего не известно, в биографиях неоднократно повторялся анекдот, что движимый стремлением учиться, сын сапожника стоял под окнами школы, и если ученики не могли ответить на вопрос учителя, выкрикивал правильный ответ. Во время эпидемии чумы 1575—1576 годов семья сумела выжить. В трактате «Медицина» Кампанелла утверждал, что в детстве страдал от болей в селезёнке, но в ночь новолуния целитель излечил его с помощью магической формулы. Достоверно можно сказать, что в возрасте 14 лет, когда отец хотел отправить его в Неаполь на попечение родственника, чтобы там он учился на юриста, юный Кампанелла решил вступить в монастырь. Возможно, на него оказало воздействие красноречие доминиканского проповедника; к тому времени юноша изучил основы логики. В 1582 году он поступил в доминиканскую обитель в Плаканике близ Стиньяно и принял монашеское имя Томмазо (в честь Фомы Аквинского). Примерно через год он был переведён в монастырь Благовещения в Сан-Джорджо-Морджето, где стал получать схоластическое образование, особенно преуспевая в логике и физике, а также изучении трактатов Аристотеля «Метафизика» и «О душе». Талантливого семинариста представили местному владетельному князю Джакомо II Милано; в дальнейшем Кампанелла останавливался в его неаполитанском доме.
В 1586 году фра Томмазо перевели в монастырь Благовещения в Никастро, где он подружился с братьями Понцио, — будущими участниками заговора 1599 года. В 1587 году Кампанелла блестяще окончил курс тривиума, а в следующем году отказался продолжать квадривиум, поскольку начал написание своего первого философского труда — трактата о методе «Об исследовании вещей» (ныне утраченного). Совсем молодой мыслитель призывал основываться на опыте и ощущении, пытался объяснить и доказать свою точку зрения, из-за чего был обвинён в самоуверенности и зазнайстве. У доминиканцев он получил фундаментальное философское образование. По его трактатам можно заключить, что он ориентировался во всей богословской литературе от Оригена до Телезио, а также был знаком с модным в то время стоицизмом, причём в равной степени с трудами Сенеки и Юста Липсия. Однако он очень рано высказал несогласие с доктриной Аристотеля, и, по преданию, его учитель в сердцах вскричал: «Кампанелла! Кампанелла! Ты плохо кончишь!».
Направленный в Козенцу для изучения богословия, Кампанелла прочитал труд Телезио De rerum natura iuxta propria principia, убедившись, что он полностью согласуется с его собственными устремлениями — «извлекать истину из вещей, рассматриваемых осмысленно, а не иллюзорно». Он пожелал лично встретиться с философом, но лишь застал его при смерти и затем участвовал в церемонии прощания с ним в соборе. Однако несостоявшееся личное ученичество оказало на молодого доминиканца такое эмоциональное воздействие, что в письме Николя-Клоду де Пейреску от 19 июня 1636 года он описывал свои юношеские впечатления и переживания, как если бы они произошли накануне. Вскоре в свет вышла книга юриста Дж.-А. Марты «Крепость Аристотеля, против начал Бернардино Телезио», в которой Телезио обвинялся в антикатолических настроениях. Между январём и августом 1589 года двадцатилетний Кампанелла написал свою первую книгу — Philosophia sensibus demonstrata («Философия, представленная в ощущениях»), являющуюся ответом-опровержением на книгу Марты; писал он её в монастыре в Альтомонте, куда, возможно, был сослан начальством за чрезмерное рвение в изучении философии. Согласно Дж. Эрнст, это нелёгкий для чтения текст. Кампанелла, в соответствии с духом времени, представил 8 тезисов, доказывая которые, систематически критиковал Аристотеля по трём линиям — физики, космологии и метафизики. Методологической основой его было телезианство, дополненное отсылками к другим философским традициям — пифагореизма, платонизма, неоплатонизма и герметизма. Для доказательства платонических взглядов он привлёк христианских отцов — Оригена, Дионисия Арегопагита и Августина. Принципиальная полемическая позиция автора определяла структуру текста, и потому аргументация представлена подчас в разрозненном виде, прерываясь яркими инвективами по адресу Дж. Марты, который, вдобавок, оскорбил калабрийцев. В полемическом запале Кампанелла даже заявил, что именно Великая Греция породила античную философию. В общем, о его жизни в эти годы можно судить только по немногим автобиографическим пассажам «Философии» и «Великого Итога».

### Неаполь — Рим — Флоренция (1589—1592)
К 1589 году Кампанелла окончил богословское обучение в Козенце; вероятно, он был принят в местную Академию, поскольку в «Поэтике» утверждал, что был там «увенчан лаврами». В конце 1589 года Кампанелла расстался с родной Калабрией и отбыл в Неаполь. Э. Чиприани в первой биографии Кампанеллы (1705) утверждает, что молодой монах отправился в столицу в компании некоего раввина Авраама, астролога и некроманта, который соблазнял его выйти из ордена. В энциклопедической статье русских востоковедов Д. Гинцбурга и Г. Генкеля он именуется как Авраам Каббалист — «маггид», посвящённый во все таинства каббалистики.
В Неаполе 21-летний Кампанелла быстро прославился благодаря своему участию в публичных диспутах, которые устраивались в церквах по воскресеньям при большом стечении публики. Он поселился в монастыре Сан-Доменико-Маджоре, а далее перебрался в Палаццо дель Туфо, где жил в роскоши. В 23 года он стал страдать от жестоких приступов ишиаса и даже посвятил этой теме отдельный трактат, не дошедший до наших дней. В конце XVI века медики и философы вели оживлённую дискуссию о добавлении льда и снега в напитки и пищу, в которой Кампанелла занял позицию традиционалистов, утверждая, что древние употребляли напитки и пищу естественной температуры или подогретыми. Благодаря диете и водам в Поццуоли фра Томмазо излечился. В Неаполе Кампанелла был принят у братьев делла Порта — в научном кружке общеевропейского масштаба, и в учёном обществе Маттео ди Капуа, князя Конка. Живя у дель Туфо, Кампанелла посвятил своему патрону трактаты о верховой езде, разведении собак и домашнего скота, которые также не сохранились. Познакомившись с Колантонио Стиньола, Кампанелла узнал о существовании коперникианства и учении Джордано Бруно и неопифагореизме. Он также был принят в ряды Академии Пробуждённых (Accademia degli Svegliati), закрытой испанскими властями в 1593 году. Братья делла Порта приохотили Кампанеллу к магии и астрологии, которой активно занимались сами: Джованни Баттиста в 1558 году опубликовал четыре тома «Натуральной магии» (в 1589 году она была расширена до 20 томов, в которых, например, описывалась мазь ведьм), а Джованни Винченцо, бывший известным алхимиком, активно комментировал Птолемея.
В мае 1592 года в Неаполе Кампанелла был в первый раз арестован собственным орденом и помещён в карцер монастыря Сан-Доменико, как он сам писал, «по подозрению, что его выдающиеся познания имели демоническую природу». Судя по опубликованным документам, орденское начальство осуждало его телезианские взгляды. В письме Каспару Шоппе Кампанелла с гордостью писал, что на процессе он заявил, что «…извёл больше лампадного масла, чем обвинители выпили вина». Уже в середине мая в защиту Кампанеллы выступил доминиканский провинциал Калабрии Джованни-Баттиста да Полистена, который обратился к великому герцогу Тосканы Фердинанду I и предложил определить молодого учёного в университет Пизы или Сиены. 4 сентября Томмазо Кампанелла был освобождён; внутреннее расследование Доминиканского ордена было завершено 28 августа. Было вынесено постановление, чтобы фра Томмазо в недельный срок вернулся в Калабрию, начал публично исповедовать доктрину Фомы Аквинского и отрёкся от Телезио. Вместо этого Кампанелла отправился в Рим, где пробыл две недели. Здесь его взял под покровительство кардинал Франческо Мария дель Монте, который также хлопотал перед герцогом Тосканы, при этом все интеллектуалы, с которыми Кампанелла общался в Риме, советовали ему отказаться от телезианства. 5 октября Кампанелла прибыл во Флоренцию, где остановился в монастыре Сан-Марко. Монаха удостоил благосклонным приёмом сам великий герцог, которому фра Томмазо посвятил первоначальную рукопись De sensu rerum, за что получил монаршее благоволение и некоторую сумму денег. 13 октября Кампанелла был допущен в Лауренциану, которую описал как «чудо света»: в тот день был проведён диспут в присутствии главного библиотекаря Баччо Валори. Герцог просил Валори стать гидом для Кампанеллы, о чём свидетельствует письмо от 2 октября. Диспут был посвящён Макиавелли, и много лет спустя Кампанелла ссылался на Валори — «почтенного рыцаря», от которого и получил все требуемые сведения, в том числе из закрытых для публики книгохранилищ. Несмотря на все почести, службы для Кампанеллы в монастыре Сан-Марко не нашлось, и уже 15 октября он покинул город. Главной причиной, по-видимому, было опасение попасть в опалу Рима из-за открытой проповеди телезианства Кампанеллой. Уже из Падуи в 1593 году Кампанелла писал великому герцогу, решительно защищая телезианство.

### Падуя — Рим. Инквизиционные процессы (1593—1598)
23 ноября 1592 года генерал доминиканского ордена Ипполито Мария Беккариа заявил Фердинанду I, что следовало бы проявить осторожность, принимая фра Томмазо на службу, причём предварительно следовало проверить его рукописи на предмет соответствия постановлениям Тридентского собора. Так Римская инквизиция впервые проявила интерес к Кампанелле. По пути, в Болонье некими «фальшивыми монахами», как их назвал сам Томмазо, у него были таинственным образом похищены рукописи. В январе 1593 года Кампанелла прибыл в Падую и поселился в монастыре Сан-Агостино, а вскоре был зачислен в университет как подданный испанской короны. В Падуе на третий день по приезде он был арестован по обвинению в содомии (основанному на том, что из-за недостатка места он спал в келье другого монаха), но вскоре отпущен. Кампанелла дважды упоминал об этом эпизоде в своих книгах; смысл его дискутируется; по-видимому, это было очередное предупреждение со стороны ордена и Инквизиции. В Падую к Кампанелле прибыл с посланием от герцога Тосканского Галилео Галилей, и эта встреча произвела на доминиканца глубокое впечатление. В Падуе Кампанелла очень много писал, но почти все эти труды утрачены. В их число входят несколько драматических сочинений, трактат о риторике и «Апология Телезия», а также «Новая физиология», посвящённая опровержению медицинских взглядов Аристотеля и Галена. Из некоторых писем можно понять, что именно в падуанский период оформились и политические взгляды Кампанеллы, а также был написан первоначальный вариант «Испанской монархии».
В январе 1594 года Кампанелла был арестован в третий раз — Падуанской инквизицией. Первоначально его обвинили в общении с крещёным евреем, тайно вернувшимся к вере предков, и сочинении кощунственного сонета (на самом деле он переписал сонет Аретино), а среди его имущества нашли книгу по геомантии. Арестованный вместе с Кампанеллой врач эрцгерцогини Марии Австрийской Джанбаттиста Кларио не сумел добиться смягчения условий. Весной обвиняемых подвергли пыткам, которые были повторены летом. Друзья даже попытались устроить узникам побег, но это лишь ухудшило положение обвиняемых. 11 октября 1594 года Кампанеллу и его сотоварищей отправили в Рим в тюрьму Священной Конгрегации.
В тюрьме Римской инквизиции на тот момент уже находились Джордано Бруно и флорентийский еретик Франческо Пуччи. Кампанелла посвятил своему тюремному опыту сонет, в котором сравнивал узилище с пещерой Полифема, Лабиринтом Минотавра и дворцом Атласа. Об общении Кампанеллы с Бруно не осталось никаких положительных свидетельств, хотя космологические теории Калабрийца и даже сам термин «Город Солнца» имели параллели в учении Ноланца, а некоторые ранние трактаты почти дословно повторяют его положения. О трёхмесячном общении с Пуччи Кампанелла писал потом в трактате против лютеран. После того, как в 1597 году Пуччи был обезглавлен, а тело его сожжено на Площади цветов, Кампанелла посвятил его памяти сонет. Доминиканца содержали в одной камере с Кларио, в диалогах которого сохранились следы бесед с Кампанеллой. В ходе следствия в Риме Кампанелле были предъявлены новые обвинения: в том, что он следует материализму Демокрита, в том, что он отвергает монархию, и в том, что ему принадлежит авторство книги «О трёх обманщиках» (в которой утверждается, что Моисей, Иисус и Магомет были самозванцами). Третье обвинение Кампанелла легко отвёл, доказав, что трактат был опубликован ещё за 30 лет до его рождения. В апреле 1595 года фра Томмазо был признан «сильно заподозренным в ереси» (лат. de vehementi haeresis suspicione) и приговорён к покаянию в обители Санта-Сабина на Авентине. Из монастыря он направил в генералитет Доминиканского ордена «Диалог против лютеран, кальвинистов и прочих еретиков», который свидетельствовал о его лояльности. В биографиях XIX века утверждалось, что торжественное покаяние Кампанеллы состоялось 16 мая в церкви Санта-Мария-сопра-Минерва, однако недавно обнаруженные документы позволяют отнести его к 30 октября.
В конце 1596 года Кампанелле разрешили совершить паломничество по семи церквям Рима и перевели в обитель Санта-Мария-сопра-Минерва, настоятель которой Антонио Персио был учеником Телезия. В 1596 году фра Томмазо опубликовал на итальянском языке написанную ещё в Санта-Сабине «Поэтику», снабдив её посвящением кардиналу Чинцио Альдобрандини — племяннику Папы Климента VIII, покровителя Тассо. Уже через пару месяцев Кампанелла был арестован в четвёртый раз — Священной Конгрегацией — и обвинён в связи с еретиком и лжепророком Шипионе Престиначе из Стило. Кампанелла попытался обратиться к кардиналу дель Монте и роду д’Эсте в связи с конфликтом из-за престолонаследия в Ферраре и в конце концов был освобождён. Начальство Доминиканского ордена немедленно повелело Кампанелле вернуться в Калабрию.

### Калабрийский заговор и судебный процесс (1599—1601)

#### Мятеж
Сосланный в Калабрию Кампанелла на несколько месяцев задержался в Неаполе, где активно участвовал в диспутах и общался со старыми друзьями. Именно в этот период он активно обратился к астрологии и пытался с её помощью трактовать некие пророчества. Недавно обнаруженные в архивах инквизиции документы свидетельствуют, что маркиз Марио дель Туфо пытался пристроить Кампанеллу в свиту кардинала Антонио Каэтани; с семьёй маркиза монах совершил путешествие в Апулию. В мае 1598 года римские власти решительно воспретили брать брата Томмазо на службу. В июле он покинул Неаполь и прибыл в Стило 15 августа. В Неаполе Кампанелла завершил «Великий Итог» — систематическое изложение принципов естественной философии и этики, который затем станет именоваться «Физиологией».
В Никастро в июле 1598 года Кампанелла встретился со старыми друзьями — братьями Понцио и Дж. да Пиццони. Обосновавшись в Стило, фра Томмазо не уменьшил творческой активности, в частности, написав трагедию «Мария Стюарт» (не дошедшую до нашего времени), в которой представил её как католическую мученицу. 11 ноября 1598 года Кампанелла попросил кардинала Сантори простить ему на Рождество установленное покаяние, во имя шестилетних испытаний, перенесённых им. Однако 10 августа 1599 года испанским властям поступил донос, заверенный нотариусом Луисом де Кастильо, что братья-доминиканцы Томмазо Кампанелла и Дионисий Понцио, и многие другие знатные и простые лица составили заговор, чтобы в союзе с Папой римским и турками свергнуть в Южной Италии испанскую власть. Дискуссии о масштабах этого заговора и степени вовлечённости в него различных политических сил не прекращаются и в наше время; объективной основой его, по-видимому, были многочисленные конфликты испанских светских и итальянских церковных властей. В готовившемся восстании огромное участие принял Доминиканский орден, причём это наслаивалось на эсхатологические настроения, связанные с наступлением юбилейного 1600 года. Судя по опубликованным Л. Амабиле документам, восстание строилось на мистической основе: грядущее нисхождение Солнца должно было свергнуть в Калабрии испанскую власть и учредить республику, основанную на новой этике и преображённом христианстве. Кампанелле отводилась роль Мессии новой эры, ему предстояло своими пророчествами вести мир в новую эпоху. Кампанелла ставил себя едва ли не наравне с Христом, который объявлялся боговдохновенным магом и законодателем, что означало возможность совмещения католической веры и естественной магии. В своей переписке и трактатах того времени Кампанелла изобильно цитировал визионерскую литературу, особенно святую Екатерину, святую Бригитту и святого Винсента Феррера, а также Савонаролу, Иоахима Флорского, Петрарку, Данте и Сивиллины книги, которые истолковывал по Лактанцию — то есть как языческое предвестие христианства.
Ф. Йейтс связывает участие доминиканцев в событиях 1599 года с доминиканским бунтом в Неаполе 1595 года, когда братья оказали вооружённое сопротивление римским инквизиторам, стремившимся принудить их к более праведному образу жизни. Каким-то образом к этому были причастны и Бруно, и Кампанелла, причём смертный приговор Бруно и процесс против Кампанеллы также имели отношение друг к другу. Крайне обеспокоенный испанский вице-король Неаполя потребовал от папы выдачи бунтовщиков в руки светского правосудия и отправил военный отряд для их поимки. Дионисий Понцио предупредил Кампанеллу о готовящемся аресте, но тот отказался бежать и 6 сентября 1599 года был арестован. Заговорщики действительно установили связи с южноитальянской знатью и даже с османской эскадрой, корабли которой в ноябре подошли к берегам Калабрии, когда уже было слишком поздно. Также произошло восстание в Стило, о котором доносил тосканский посол в Неаполе; среди вожаков восстания упоминался и Кампанелла.

#### Следствие
Самыми драматическими в жизни Кампанеллы были 1600 и 1601 годы, когда шло следствие и смертный приговор казался неминуемым, а сам философ подвергся нечеловеческим пыткам. Обвинения против монаха касались не столько политического заговора, сколько преступлений против веры и ереси, причём фра Томмазо сразу отказался от любой оборонительной тактики. Инквизиционный процесс по делу о ереси начался 18 января 1600 года, санкция на применение пыток была получена сразу. 31 января Кампанелла был помещён в так называемый «крокодил» — подземный карцер, наполнявшийся во время прилива морской водой почти до потолка. Кампанелла выдержал в нём 7 суток одиночного заключения, после чего, 7 февраля, его сразу бросили на пыточный станок «полледро», на котором допрашиваемого растягивали верёвками от лба до больших пальцев ног, травмируя мышцы, связки и суставы. Дионисий Понцио после аналогичного испытания, подписывая протокол, был не в состоянии держать перо руками, и взял его в зубы. Под пытками Кампанелла признал ряд обвинений и принял единственное решение: Пасхальным утром 1600 года поджёг в своей камере соломенный матрас и начал последовательную имитацию безумия. Это был единственный способ избежать костра: по представлениям той эпохи, безумец неспособен к покаянию и проклятие с его души переходит на палача. В одном из тюремных сонетов Кампанелла сравнивал себя одновременно с Ионой в чреве китовом и с Христом, ожидавшим воскресения. В течение месяца Кампанелла демонстративно изображал бредящего или, напротив, во время встреч со следователями изображал полное безразличие и не понимал обращённых к нему слов. Однако подосланные агенты зафиксировали его разумные беседы с другими заключёнными, при обыске была изъята письменная стратегия защиты в двух частях. 10 мая 1600 года следствие возобновилось и в течение двух недель фра Томмазо дважды был подвергнут испытанию на дыбе. Стойкость Кампанеллы и умелая симуляция привела к тому, что между 6 и 16 ноября узник был осмотрен десятью разными лекарями, которые вынесли заключение, что он безумен: «ни один разумный человек не смог бы вытерпеть то, что перенёс он». Римские власти отказывались верить в безумие Кампанеллы, который упорно продолжал симуляцию. 31 мая 1601 года из Рима пришло указание подвергнуть фра Томмазо самой жестокой форме пытки — «велья» (итал. la veglia — «бодрствование»). О пережитом спустя много лет в своей «Теологии» он писал так:

В течение сорока часов я был вздёрнут на дыбу с вывернутыми руками, и верёвки рассекали мне тело до костей, и острый кол пожирал, и сверлил, и раздирал мне зад и пил мою кровь, чтобы вынудить меня произнести перед судьями одно только слово, а я не пожелал его сказать, доказав, что воля моя свободна.
Пытка «велья» продолжалась 4 и 5 июня 1601 года на протяжении 36 часов. Судя по детальному протоколу, опубликованному Л. Фирпо, даже на колу Кампанелла продолжал выкрикивать бессмысленные фразы, в том числе неоднократно повторяемые «10 белых лошадей» и «1600», а также громко возглашал свою святость и даже взывал к жалости своих мучителей. По легенде, когда палачи сняли его со станка и присутствовавшие инквизиторы официально объявили его безумцем, почти бездыханный узник прошептал одному из них — Джакомо Ферраро: «Я не такой дурак, чтобы признаться в том, чего они хотели» (итал. Che si pensavano che io era coglione, che voleva parlare?). Ш. Руш считала этот эпизод вполне вероятным. В своём трактате «Медицина» Кампанелла упоминал тюремного хирурга Шипионе Камарделла, который остановил кровотечение и смог почти без последствий залечить тяжелейшие травмы, хотя некоторые их следы остались на теле до конца жизни. Этот опыт убедил Кампанеллу, что Бог явно предназначил его для некой великой цели, которую он, истинный пророк, ранее воспринял неверно.
- Заключение Томмазо Кампанелла в Неаполе
- Замок Сант-Эльмо. Фото 2008 года
- Пытка «полледро». Гравюра Греко
- Пытка «велья»
- Замок Кастель-дель-Ово. Фото 2013 года

### Годы заключения (1602—1626)
13 ноября 1602 года Священная Конгрегация, не отменяя обвинений в ереси, осудила Кампанеллу на пожизненное тюремное заключение «безо всякой надежды на свободу», что не снимало с него претензий светской власти за попытку переворота. Он был отправлен в замок Кастель-Нуово, где познакомился с немецким интеллектуалом Кристофом Пфлугом, которому передал «Испанскую Монархию» и «Великий Итог». После неудачной попытки устроить побег, с июня 1604 по апрель 1608 года Кампанелла был переведён в замок Сант-Эльмо, где был помещён в одиночное заключение в сырое подземелье, куда дневной свет проникал на два-три часа в день. Он содержался на хлебе и воде, постоянно закованным в кандалы. В условиях полного отсутствия человеческого общения и лишённый возможности писать, Кампанелла активно занимался поэтическим творчеством; в это время он перестал симулировать безумие. Условия содержания были таковы («жизнь, подобная смерти»), что в августе 1606 года он написал Папе Римскому Павлу V; ему также разрешалось писать и Каспару Шоппе, с которым он общался ещё с 1603 года. В Сант-Эльмо рождалась теория естественной магии и ощущений, проповедуемая Кампанеллой. Подземелья замка он именовал «своим Кавказом», уподобляя себя, таким образом, Прометею. Обращение к понтифику возымело действие: на некоторое время его вернули в обычную камеру в Кастель-Нуово, где были сносные условия. Так он смог закончить «Побеждённый атеизм», посвящённый Шоппе. Периодически ему устраивали обыски, 25 июня 1609 года, 29 апреля 1610, в мае 1611 и октябре 1614 года изымали рукописи (которые он затем восстанавливал по памяти, «Теологию» ему пришлось восстанавливать пять раз). В 1614 году его перевели в Кастель-дель-Ово, а затем вновь вернули в Сант-Эльмо, запретив писать постановлением от 23 апреля 1615 года. В подземельях Сант-Эльмо философ пробыл до 1618 года, пока не был окончательно возвращён в Кастель-Нуово . Последние 8 лет в Кастель-Нуово в плане режима содержания были сравнительно лёгкими: узнику дозволялось писать и учить, принимать посетителей и зарабатывать на жизнь составлением гороскопов. В этот период у Кампанеллы учился физике неаполитанский аристократ Дж. Контестабиле; в 1624—1626 годах с Кампанеллой постоянно общался известный антиковед, посол Вюртемберга в Неаполе Кристоф фон Форстнер. Однако Конгрегация Индекса и лично кардинал Беллармин выступали категорически против публикации его трудов.
Кампанелла никогда не оставлял надежды выйти из узилища, равно и как начать переустройство мира. В 1607 году он обратил на себя внимание властей, когда написал обращение к венецианцам, восставшим против Папы Римского. Вновь обратила на него внимание «Апология Галилея», выпущенная в 1615 году. Впрочем, общение с Шоппе разочаровало Кампанеллу: он так и не решился начать печатание трудов философа, которые были заранее занесены в «Индекс». Однако именно через него Кампанелла познакомился с Тобиасом Адами — лютеранином, который в 1617 году начал печатание трудов Кампанеллы в протестантской Германии. Начиная с 1616 года, через Шоппе Кампанелла стал обращаться практически ко всем влиятельным лицам Европы — от Папы Римского и короля Испании до императора Священной Римской империи. По мнению Джона Хедли, ключевую роль в освобождении Кампанеллы сыграли два немца: католик Шоппе обеспечивал его переписку, а протестант Адами обеспечил всеевропейскую известность философа публикациями его трудов. Адами впервые опубликовал «Город Солнца», причём почти одновременно с «Христианополисом» Иоганна Валентина Андреэ. В условиях быстрого распространения розенкрейцерства публикация «Испанской монархии» на латыни и в немецком переводе сделала Кампанеллу чрезвычайно влиятельным политическим философом. В 1641 году Эльзевир, осуществляя гаагское издание «Монархии», напечатал в одном томе с ней Admiranda Юста Липсия, в которой Римская империя трактовалась как универсальный образец европейского государства. В условия антигабсбургской политики нового папы Урбана VIII и властных устремлений кардинала Ришельё для Кампанеллы открывались новые возможности.
В марте 1626 года после длительных переговоров из Мадрида в Неаполь был доставлен приказ вице-королю принять окончательное решение по делу Кампанеллы. Его освободили под гласный надзор, и 23 мая, после почти 27 лет непрерывного заключения, Томмазо Кампанелла вышел из Кастель-Нуово. Его поместили в неаполитанский монастырь Сан-Доменико, но через месяц Святая Конгрегация распорядилась доставить его в Рим; была проведена тайная операция, Кампанеллу доставили морем как белоризца под вымышленным именем.

### Освобождение. При папском дворе (1628—1634)
После возвращения в тюрьму Римской инквизиции Кампанелла, по-видимому, испытывал тяжёлое разочарование. Однако условия его содержания были иными: хотя его оставили в камере-одиночке, но хорошо кормили и обеспечивали возможные в этих условиях удобства. 21 февраля 1627 года, он отправил длинное письмо Франческо Барберини, в котором не скрывал своего плохого самочувствия и особенно — угнетения от изоляции, поскольку за восемь последних лет в Неаполе он привык свободно общаться с испанскими и итальянскими аристократами, желавшими посетить его в тюрьме и послушать проповеди доминиканца. Он не без яда отмечал, что даже его враги-испанцы научились его ценить и держали почти за «святого, достойного благосклонности и свободы», в то время как в «руках Святого Отца» он оказывался почти что в положении Иуды. Не менее его раздражала очередная цензура его трудов, к тому времени — широко опубликованных, и хорошо продающихся у книготорговцев Падуи, Рима и Неаполя. Речь шла о разбирательстве вокруг «Побеждённого атеизма», которое тянулось в 1627—1628 годах. В апреле 1627 года он также позволил себе раздражённый тон в переписке с комиссаром инквизиции Акванегра.
По-видимому, обращения достигли цели: в марте 1627 года Кампанелле предоставили секретаря — Франческо Борелли (высказывались версии, что это был брат Джованни Борелли или даже он сам, а также, что это был сын Кампанеллы, рождённый забеременевшей от него в Кастель-Нуово женой испанского солдата), а с сентября стали выплачивать пенсию в 10 скуди в месяц из средств Доминиканского ордена. С апреля 1628 года ему разрешили передвигаться по всей территории Дворца инквизиции, а в мае позволили отслужить мессу. 27 июля 1628 года приказом Папы философу вернули все рукописи и перевели его в монастырь Санта-Мария-сопра-Минерва. Реабилитация завершилась 11 января 1629 года, когда Кампанелла был полностью освобождён и восстановлен во всех правах, а его книги были удалены из «Индекса запрещённых книг». Тогда же Генеральный капитул Доминиканского ордена по совокупности трудов присвоил Кампанелле степень магистра римско-католического богословия. В 1631—1632 годах Кампанелла преподавал в школе пиаристов во Фраскати, основанной Хосе де Каласансом; в числе его учеников было более десятка клириков.
В 1630 году Кампанелла встретил в Риме Галилея. Они общались, но близости взглядов не возникло из-за приверженности Галилео атомизму, о чём в июне 1636 года Кампанелла писал Пейреску. С апреля 1631 по октябрь 1632 года Кампанелла, считавший, что им несправедливо пренебрегают, отправил Галилею шесть писем, довольно формальных по тону. Такие настроения владели Кампанеллой ещё и потому, что его положение в Риме никогда не было устойчивым и определённым. К его персоне испытывал определённый интерес Папа Урбан VIII, Кампанелла убедил Урбана, что проводя над ним магические ритуалы, можно будет предотвратить предсказанную ему скорую смерть. В этот период философ даже написал комментарий к поэзии самого папы, который планировалось использовать в обучении богословов, однако этот завершённый в 1632 году труд так и остался неопубликованным. Тем не менее, Кампанелла оказал некоторое воздействие на интеллектуальные настроения семейства Барберини. Считается, что им был сочинён сюжет для фрески Андреа Сакки «Аллегория Божественной мудрости» в Палаццо Барберини. Фреску заказал для своих покоев префект Рима, племянник папы Таддео Барберини, чьего старшего сына Кампанелла излечил магическим ритуалом.
«Побеждённый атеизм» в 1630—1631 годах вновь попал под рассмотрение цензуры и всего через шесть месяцев после опубликования был занесён в «Индекс», хотя автор внёс исправления. В 1633 году та же участь постигла «Монархию Мессии». Кампанелла становился всё более и более ортодоксальным и нетерпимым, в неопубликованном возражении на критику Никколо Риккарди он сурово осудил одновременно Лукиана и Эразма, а также Боккаччо и Аретино, равно как и «шута Франсуа Рабле, который заразил ересью Францию». Однако интерес папы угас, кроме того, опубликованное в Лионе без ведома Кампанеллы описание магических ритуалов сильно повредило его репутации; по-видимому, к этому было причастно и руководство доминиканского ордена.
Ещё находясь в тюрьме Священной Конгрегации, в 1628 году Кампанелла познакомился с Жаком Гаффарелем — молодым знатоком каббалы и оккультизма. Они подружились, Гаффарель даже опубликовал одно из сочинений доминиканца (в Венеции в 1633 году), а затем наблюдал за публикацией «Медицины» в Лионе. Гаффарель сделал имя Кампанеллы известным во Франции и заинтересовал его судьбой выдающегося организатора науки Николя-Клода де Пейреска. По переписке Кампанелла познакомился с Гассенди, в Риме его навестил Габриэль Ноде. Позднее фра Томмазо обвинил его в плагиате: якобы, Ноде получил от него для опубликования речь по случаю извержения Везувия, а потом опубликовал собственный трактат на эту тему в 1631 году. Пейреск потребовал от библиотекаря объяснений, и чтобы оправдаться, он напечатал неавторизованный текст «Рассказа о собственных книгах» Кампанеллы.
В августе 1633 года в Неаполе был арестован ученик Кампанеллы — калабрийский доминиканец Томмазо Пиньятелли, обвинённый в подготовке антииспанского заговора. Тогда же вице-король потребовал выдачи Кампанеллы. Подозрения испанских властей вновь обратились против Кампанеллы; осенью 1634 года Пиньятелли был приговорён к смертной казни и задушен в тюрьме 6 октября. В этой ситуации Папа официально объявил, что не будет препятствовать выезду Кампанеллы во Францию. Благодаря помощи французского посла в Риме де Ноая Кампанелла под вымышленным именем и в рясе минима 21 октября 1634 года был в личной карете посланника отправлен в Ливорно, где сел на корабль, отплывавший в Марсель.

### Франция. Последние годы (1634—1639)
29 октября 1634 года Кампанелла в отправленном из Марселя письме Пейреску извещал того, что ступил на землю Франции. Аббат Пейреск, постоянно проживая в Экс-ан-Провансе, немедленно пригласил доминиканца к себе и взялся ввести его в придворные и научные круги. Знакомство Пейреска и Кампанеллы произошло задолго до этого. Ещё во время своего пребывания в Италии в 1599—1602 годах Пейреск составил список 32 выдающихся интеллектуалов, в котором Кампанеллы не было, но были его друзья Персио, делла Порта и Сарпи. В переписке Пейреска Кампанелла упоминается с 1624 года в связи с изданием «Апологии Галилея». 4 октября 1633 года аббат Пейреск впервые написал Кампанелле напрямую, выражая восхищение его эрудицией и стойкостью. Вплоть до конца своей жизни в 1637 году Пейреск всячески помогал Кампанелле. В обществе Пейреска и Гассенди Кампанелла провёл 10 дней, участвовал в наблюдении соединения Меркурия с Солнцем. Однако он стремился достигнуть Парижа до наступления зимы, и отправился в Лион; Пейреск обеспечил ему рекомендации в Париже и дал 500 экю на дорогу. В Лионе доминиканец проверил типографский набор рукописи «Медицины» и 1 декабря прибыл в Париж в обществе Кассиано даль Поццо. Три недели он провёл в доме епископа Сен-Флёра (брата посла де Ноая), а далее до конца жизни обосновался в доминиканском монастыре на улице Сен-Оноре. 9 февраля 1635 года доминиканец был удостоен королевской аудиенции, во время которой Людовик XIII дважды обнял Кампанеллу и во всеуслышание выразил сочувствие его злоключениям. Находясь во Франции, Кампанелла не порывал и с римскими корреспондентами, в частности, жаловался, что интриги недругов не оставляют его даже в Париже. Переписка показывает, что он не оставил своих глобальных замыслов, пытался обращать англичан из свиты королевы Генриетты-Марии и даже добиться от Сорбонны изменения чина причастия, чтобы облегчить работу с протестантами. Несмотря на успех при дворе и одобрение его трудов Сорбонной, ему не удалось получить разрешения на печатание «Теологии», а из Рима постоянно приходили протесты и увещевания.
«Культ» французской монархии, который Кампанелла последовательно проводил в печатаемых во Франции работах, и его антииспанский настрой соответствовал амбициям кардинала Ришельё и двора. Однако усилия Пейреска ввести доминиканца в интеллектуальные круги Мерсенна и Декарта завершились полным фиаско. Мерсенн спросил у Декарта, не желает ли он, чтобы Кампанелла посетил его в Голландии, на что получил ответ, что знает о доминиканце достаточно, чтобы ещё общаться с ним лично. Аббату Пейреску Мерсенн так описал своё общение с Кампанеллой:

Я видел почтенного отца Кампанеллу в течение трёх часов и во второй раз. Я понял, что в науках он ничему не может нас научить. Мне говорили, что он очень сведущ в музыке, но, задав ему несколько вопросов, я обнаружил, что он не знает даже, что такое октава. Впрочем, у него отменная память и живое воображение.
Комментируя этот эпизод, Ф. Йейтс отмечает, что Кампанелла опоздал с рождением на двадцать лет и казался в Париже «мастодонтом, живым представителем почти вымершей породы — породы ренессансных магов». Ещё более резок Л. М. Баткин — по его мнению, для европейской интеллигентской элиты Кампанелла оставался «фанатичным мужиком». Его призывы к возврату средневековой соборности «резко отделяли его от тех, кто исповедовал монтеневский скептицизм». Летом 1635 года Пейреск увещевал Кампанеллу отказаться от непримиримой позиции в общении с Гассенди, Мерсенном и Ноде, быть предельно аккуратным в выражениях и не забывать, что именно во Франции существует «величайшая свобода, когда один человек высказывает одно мнение, а другой — другое». В следующем письме он указывал, что учитывая краткость земного существования, не следует тратить время и собственную энергию на опровержение других. Видимо, это возымело действие, хотя бы временно, и до конца 1636 года Кампанелла был принят в Кабинете братьев Дюпюи. Несмотря на противодействие Рима, в 1636 году Кампанелла начал печатание собрания своих сочинений, открывавшихся «Побеждённым атеизмом». В 1637 году новое издание «Об ощущениях» было посвящено Ришельё, «Философия» — канцлеру Сегье, а в 1638 году впервые изданная «Метафизика» вышла с посвящением братьям де Ноай, сыгравшим столь важную роль в его прибытии во Францию. Кампанелла как крупный специалист по астрологии был постоянно востребован кардиналом Ришельё, который серьёзно относился к оккультизму; было обнаружено неопубликованное сочинение по хиромантии, которое Кампанелла написал по просьбе кардинала. Также по просьбе кардинала он рассчитал гороскоп Папы Римского.
Перед кончиной Кампанелла в своих посланиях (в том числе великому герцогу Тосканы Фердинанду II) не скрывал своей пророческой миссии и утверждал, что пророк — даже гонимый и побеждённый — воскреснет на третий день или спустя три столетия. Он опасался солнечного затмения 1639 года и пытался магическими ритуалами отвести его угрозу от себя. На рассвете 21 мая 1639 года, находясь в своей келье, Томмазо Кампанелла скончался во сне. Некролог был опубликован Ренодо в его Gazette. Нодэ написал длинное скорбное письмо Шоппе в Падую. В этом послании он сообщал, что Кампанелла в течение 20 дней страдал от сильных колик, что, возможно, стало результатом приёма магических эликсиров, но скончался безмятежно. Его похоронили в церкви Сент-Оноре, однако во время Великой Французской революции здание церкви было разрушено, а останки философа выброшены.

## Философия и теология Кампанеллы
Согласно Баткину, содержание сочинений Кампанеллы представляет собой «противоестественную с первого взгляда смесь дерзко-обновительных и безнадёжно-ретроградных суждений». Благодаря огромному интеллекту и такому же фанатизму Томмазо Кампанелла доходил до крайностей во всём, и «в тогдашней Европе едва ли можно найти кого-либо, кто был бы левее или правее этого доминиканца».

### Учение о «двух книгах»
Принадлежа философской традиции Ренессанса, Кампанелла отказывался следовать схоластическому аристотелианству (равно в томистской и аверроистской версии), так же, как преклоняться перед античностью. В состав «Побеждённого атеизма» он включил трактат «О том, что не следует придерживаться язычества», в котором объявил об успехе христианской цивилизации XIV—XVI веков и прогрессе новоевропейских народов, упоминая изобретение компаса и артиллерии, открытие Америки и космологию Коперника и Тихо Браге. Эти открытия, по мысли Кампанеллы, требуют радикального обновления наук и отказа от авторитета вообще; последний преграждает научный и технический прогресс человечества:

Если бы нашёлся столь блистательный учёный, что никто не стремился бы ничего сверх него прибавить или понять, должно было бы следовать ему одному. Но так как не бывает человека, лишённого ошибок, сколь бы свят и учён он ни был… — ибо постоянное открытие новых вещей возвышает и обновляет науки, то не следует отвергать многообразного исследования — иначе, если бы оказались под запретом различные стремления в философии, не были бы открыты ни новое полушарие, ни новые звезды, не были бы изобретены ни телескоп, ни магнит, ни книгопечатание, ни артиллерия.— De gentilismo non retinendo, 1636, p. 60
Соответственно, «не должно клясться именем учителя» и «вредно для государства замыкать умы одной книгой, ибо тогда оно станет слабым и лишится изобретений и научных открытий». Новаторство не опасно для церкви и государства, ибо нечто неверное и лишнее не переживёт своего создателя, «а необходимо новое останется навсегда».
Для обоснования своих взглядов, Томмазо Кампанелла разработал модификацию средневековой концепции двойственной истины — учение о двух книгах. Согласно фра Томмазо, существуют две божественные книги — источники истины — Природа и Писание. Живая книга природы познаваема разумом и ощущением, механизмами познания служат философия и наука. Вторая книга — Священное Писание — «не лучше» книги Природы, но лишь «более подходит» обыденному человеческому сознанию. Обе книги созданы Богом с различными целями. Природа приоткрывает перед тварным разумом безграничность познания, Писание наставляет людей в вере, поэтому противоречия между ними нет и быть не может. В третьей книге «Теологии» Кампанелла утверждал, что Писание не предназначено для изложения законов природы, этого нет в заповедях Моисея и псалмах Давида. Моисей проповедовал грубому народу понятным ему языком то, что было доступно для его ощущений; потому Писание легче для понимания, чем Книга Природы, ибо передаёт сокрытое Богом, как детям. Кампанелла решительно отверг противопоставление Библии новейшим научным открытиям, поскольку Писание предназначено для нашего ограниченного понимания, и не предназначено для буквального толкования и перенесения в философию и науку. Иными словами, истолкование Кампанеллы освобождало научное знание от необходимости согласования с теологией. Любая научная теория не противоречит Библии, поскольку Писание неавторитетно в вопросах науки и независимо от них: любая система мира, основанная на наблюдении и опыте, не может противоречить вере. То есть Писание подлежит новому истолкованию в свете наблюдений Коперника и Галилея. Однако научное познание не в состоянии научить святой жизни и восприятию Божьих заповедей и догматов, которые можно почерпнуть только из Писания. То есть, провозглашая свободу исследования и суверенитет естествознания, теория двух книг лишала выводы науки мировоззренческого значения.

### Сенсуализм и онтология
Отказ от книжного знания и традиции по Кампанелле ведёт к изучению Книги Природы на основе чувственного опыта и ощущений. «Краткий свод философии природы» (Prodromus philosophiae instaurandae, 1617) вводится заявлением, что философствовать следует, руководствуясь ощущением. По Кампанелле, заимствовавшему эту идею у Телезио, ощущениям следует доверять, ибо через них природа открывается человеку «такой, какова она в действительности и какой её создал Бог». Сенсуализм как метод познания сопровождался требованием объяснять природу, исходя из её собственных начал. Происходит это из субстанциальности материи, которая и является Сущим (Disputationum in quatuor partes suae philosophiae realis libri quatuor, 1637). Основой бытия является материя, а не форма:

Формы умирают, а материя пребывает такой же. Следовательно, она едина и бессмертна, а формы многочисленны, изменчивы, тленны, подвержены возникновению и гибели. Следовательно, материя в большей мере, нежели формы, обладает действительным бытием.
Материя даёт формам материальное существование, но сама воспринимает лишь формальное бытие, а не бытие как таковое. Материя и субстанциальное тело тождественны, ибо тело по природе пассивно, и является телесной массой. В отличие от Бруно, Кампанелла не принимал учения об активности, то есть божественности материи, ибо материя есть тело «неустроенное». Вслед за Телезием он признаёт бестелесные активные начала — тепло и холод, причём материя земли и неба едина, а её конкретные формы определяются степенью теплоты и охлаждения. Четыре первоэлемента — земля, воздух, огонь и вода — образуются от воздействия тепла на единую материю, а не существуют предзаданно в неизменном виде. Трактовка пространства и времени у Кампанеллы базируется на тезисах Телезио и Патрици — пространство есть первичная бестелесная субстанция, вместилище материи. Понятия «пустота», «пространство», «место» необходимы для описания объективности вместилища, отличного от наполняющей его материи. Субстанциально пространство предшествует материи и является основой существования мира. Время также существует объективно и содержится в самом процессе движения мира, это «последовательная длительность, или сама последовательность, или смена вещей, в соответствии с которой вещь наследует вещи или себе самой в различном состоянии…». Эта последовательность производит инаковость или изменение, и существует как последовательность сменяющих друг друга бытия и небытия. Аристотелевскому главному принципу физики — «движущееся тело получает движение от другого» — Кампанелла противопоставил принцип самодвижения в природе, внутренним источником которого является тепло.
Природе свойственна всеобщая способность к ощущению, при помощи которой реализуется стремление к самосохранению: чтобы бороться с противоположным, враждебным началом, одна противоположность должна знать о существовании другой. Ощущение присуще даже основе бытия: в силу любви к самосохранению, страшась пустоты, она вовлекает в себя материю. Ощущение заложено в материи, стремящейся к формам; активным началам, борющимся за обладание материей. Самоощущение содержится во всех вещах, поскольку иначе мир обратился бы в хаос. Мировой порядок служит важнейшим доказательством способности вещей к ощущению. Весь мир есть чувствующее животное, все и каждая часть которого наслаждаются общей жизнью. Однако степень этого чувствования зависит от необходимости самосохранения. Возникновение органической жизни и души объясняется естественными причинами. Душа является материальной — это тёплый телесный дух, тонкий, подвижный, испытывающий возбуждение и чувства. Душа возникает в результате воздействия активного начала — тепла — на материю. Жизненный дух содержится в живом организме и поддерживается процессами, происходящими в этом теле. Человеческое сознание устроено аналогично. Растениям свойственна душа «стеснённая и нечувствительная», тогда как у животных душа свободна, имеется память и способность к образованию представлений.

#### Прималитеты
По Кампанелле, всякой вещи в мире свойственны:
1. Способность бытия;
2. Осознание своего бытия и всего, что ему враждебно;
3. Любовь к своему бытию, без которой невозможно сохранение вещей[123].

От сенсуалистского учения о всеобщей способности к ощущению и стремлению к самосохранению и первичности любви к себе, Кампанелла выводил учение о прималитетах (лат. primalitates). Прималитеты — суть три атрибута бытия: мощь, мудрость, любовь. Это учение было изложено в трактатах «Метафизика» и «Теология». В «Метафизике» утверждалось, что прималитеты — проекция Святой Троицы на философскую картину мира: «Всякое сущее состоит из возможности бытия, ощущения бытия и любви к бытию, подобно Богу, чей образ они несут». Логика здесь обратная: от всеобщей одушевлённости к прималитетам, а от них — к связи структуры мира с троичностью Перворазума. И весь мир, и всякая его частица состоит из мощи, мудрости и любви, о чём говорится и в «Городе Солнца», и в трактате «Главный Итог». Учение о прималитетах является своего рода доказательством бытия Божьего.

### Гносеология. Достоверность знания
В «Метафизике» Кампанелла прямо развивал идеи сенсуализма Телезио. Основой познавательной деятельности является «жизненный дух», воспринимающий предметы окружающего мира посредством органов чувств. Эти последние тождественны в отношении процесса ощущения — он един. Познание выводится из ощущения, ибо оно есть чувствование возбуждения органов чувств, сопровождаемое умозаключением, но также выражаемое в понятии знание о предмете, вызывающем возбуждение, на основании производимого им возбуждения. Дискурсивное знание есть ощущение подобного в подобном, а умозаключения, то есть силлогизмы выводятся в момент чувствования, и так быстры, что этот процесс не замечается сознанием. Кампанелла разделял концепцию универсалий; они возникают в сознании из частностей как обобщение сходных признаков предметов. Непосредственное знание общих понятий невозможно, они выводятся из частного, подобно силлогизмам. Сначала частность действует на разум посредством чувств, затем абстрагируется общее понятие. Основой возникновения общих понятий служат реальные свойства вещей, то есть это не фикция человеческого ума. Даже самые абстрактные понятия — математические — основаны на реальных свойствах реальных тел и могут быть обоснованы ощущением.
Разработка сенсуалистской теории познания неизбежно ведёт к разрешению проблемы достоверности знания и критерия его истинности. В самой общей форме Кампанелла определял истинное знание как соответствующее сущности вещей. Учение Телезио не предлагало иного доказательства, кроме чувственной очевидности. В «Метафизике» Кампанелла пошёл далее, подвергнув анализу процесс познания. Это было необходимо для опровержения скептицизма относительно достоверного знания. По Кампанелле, утверждение истины содержится в самом скептицизме, ибо даже сама способность человеческого ума к заблуждениям и ошибкам служит косвенным доказательством возможности и достоверности знания. Он предложил доказательство из самопознания (Cognoscere est esse), в известной степени предвосхитив декартово Cogito ergo sum:

Ибо я не могу ошибаться, если я не существую. Ведь «ничто» не способно ни к истине, ни к заблуждению. Следовательно, я не ошибаюсь в том, что я узнал о своём существовании. Далее, я не ошибаюсь в том, что знаю об этом моем знании. Ибо так же, как я узнал, что я существую, я узнал, что я знаю о своём существовании. Так что наше бытие, наше знание и наше желание есть не видимость и не продукт воображения, но и постоянное присутствие. Итак, относительно этого мы не можем ошибаться.
Разработав доктрину двух книг, Кампанелла утверждал, что процесс познания есть не что иное, как чтение божественных письмен в природе («intelligere» как «intus legere», то есть «понимание» как «внутреннее видение»). Познание связей внутри природных явлений и связей, соединяющих природу и человека, возможно только мистическое: невозможно понять природу, иначе как непосредственно слившись с ней. Границы чувства жизни человека, в которых реализовано его сопереживание природе, совпадают с пределами его знания о ней. Главное отличие человека от животных является способность к познанию и творческой деятельности, что превращают его как бы в земного бога. Таким образом, вся деятельность человеческого ума должна быть направлена на осуществление всё большей власти над миром. Божественная природа в человеке выражается, по Кампанелле, не в пассивном созерцании и ожидании загробного блаженства, а в посюстороннем творчестве.

### Теология
Из учения о всеобщей одушевлённости природы Кампанелла логически выводил необходимость первого Разума, Искусства и Мудрости — источника бытия, то есть Ощущения и Разума, заботящегося о сохранении целого. Космос Кампанеллы телеологичен — мир подчинён стремлению к гармонии и порядку. Целевое начало первично, оно подлинная причина вещей, созданных искусственно, физические начала являются средствами для достижения цели. В «Побеждённом атеизме» философ утверждал:

…тот, кто считает мир вечным или возникшим случайно, не ищет в нём цель. Я же ясно вижу, что действующая природа ничего не делает без цели, и никогда не впадает в излишества, и не терпит недостатка в необходимом, управляемая наилучшей силой.
Природные закономерности, таким образом, являются зримыми свидетельствами целенаправленности бытия. В «Главном Итоге» вводится ещё одна категория — Рока, исходящего от Воли Божией, который в сочетании с Необходимостью и Гармонией руководят природными началами. Движение и развитие возможно из-за того, что всякая вещь не только существует в действительности и причастна бытию, но и, будучи данной вещью, в бытии ограничена и причастна к небытию. В «Теологии» Кампанелла уточнял, что всё сущее состоит из конечного бытия и бесконечного небытия. Всякая вещь является частным моментом в бесконечном потоке бытия, в чём и осуществляется всеобщая гармония целого. То, что Бог содержится во всех вещах, не вело к пантеизму, поскольку Бог более внутренне присущ вещам, чем природа, и не смешивается с материей («Политические афоризмы»). Природа рассматривалась Кампанеллой как божественное искусство, приданное вещам, ведущее их к цели, осуществляющее в жизни космоса прималитеты, слагающие основы бытия. Бог — создатель природных законов, является, по словам А. Горфункеля, «своего рода гарантом стабильности природы». Сотворив мир — совершив величайшее чудо — Бог в дальнейшем не воздействует на природу прямо. Более того, природный закон, приданный вещам актом творения, ограничивает божественное всемогущество, Бог подчинён законам строгой логики, и не может Себе противоречить («Метафизика»). Бог не заботится и о частностях, не действуя непосредственно; Его воля — лишь совокупность возможностей, оставляющая место для случайностей. В «Теологии» это представлено в виде метафоры Бога-часовщика, который единожды завёл механизм природных движений.
Соответственно, Кампанелла не мог принять учения о бесконечности Вселенной, которое постепенно входило и в круг научных (физико-математических) построений. В «Космологии» и «Теологии» фра Томмазо дважды повторил, что считать Вселенную и тела бесконечными, как Патрици, он «не смеет». По-видимому, это означает, что Кампанелла отлично осознавал несовместимость своей метафизики с новой картиной материального мира, поскольку бесконечность Вселенной вступала в противоречие с догматом о творении из ничего. В «Теологии» сказано прямо: «если бы мир был бесконечным, я не вижу, каким образом дать ему начало». Бесконечное творение совершенно не зависит от своего Творца. Также в бесконечном мире исчезает граница между Богом и Вселенной, ибо сущность неотделима от существования. Учение о множественности обитаемых миров при этом не противоречило сотворённости и конечности Вселенной: мир не исчерпывается Солнечной системой, но ни пространство, ни миры не в состоянии заполнить актуальную бесконечность Бога. В этом вопросе Кампанелла прямо полемизировал с Джордано Бруно, демонстрировал знание его работ, включая поэтические, но был осторожен в выражениях из-за того, что труды Ноланца были внесены в «Индекс».
Согласно Л. Баткину, теологическая платформа Кампанеллы парадоксальна и с трудом может быть подвергнута рациональному анализу. Особенно ярко это проявилось в трактате «Вспомнят и обратятся к Господу все края земли». В этом тексте содержатся обращения и увещевания не только к язычникам, великому князю Московскому («полусхизматику, полуеретику»), но даже к нечистой силе, убеждая всех немедленно объединиться в лоне католической церкви, ссылаясь равно на Писание, Отцов Церкви и собственные астрологические выкладки. В этой интерпретации, Кампанелла осознавал, что опытное знание и религиозное сознание его времени противоречили друг другу, «однако объяснял реальную враждебность соединяемых им идей ложным истолкованием и извращённым применением». То есть он провозглашал восстановление подлинного смысла веры и рационального знания, что и привело его к полному интеллектуальному одиночеству, заметному в переписке. С точки зрения Баткина:

…Такие люди, как Кампанелла, обозначили собой исчерпанность католицизма, не эмпирическую, а в плане его средневековой исторической необходимости, то есть в плане выполнения католицизмом до XVI в. неких тотальных духовных функций, которые мог выполнить только он. Христианство как эпоха, как адекватный способ исторического существования западных европейцев кончилось, хотя осколки его могли войти в другие идеологические системы. Отныне католицизм, чтобы привлечь к себе мыслителей новоевропейского склада, должен был деформироваться, дробиться на какие-то составляющие, участвовать в интеллектуальных компромиссах, вступать в головах подлинно живых и современных католиков в амальгамы, которые не снились не только средневековым богословам, но и гораздо более глубоким отцам церкви вроде Августина.

### Космология. «Парадокс Кампанеллы»
Несмотря на неоднократно декларируемое почтение к новым научным открытиям, в натурфилософской космологии Кампанеллы места им не нашлось. В своём первом трактате 1591 года «Философия, основанная на ощущениях» фра Томмазо утверждал, что подвижность свойственна лишь небесным телам, включая Солнце и планеты, но не Земле. Земля — холодна и неподвижна, и расположена в центре мира. В дальнейшем в своих сочинениях Кампанелла корректировал частные моменты, например, в «Космологии» под воздействием Галилея отказался от идеи Телезио, что небо состоит из огня. В «Главном Итоге» он заявил, что если звёзды таковы, как пишут о них Коперник и Аристарх, «то нужно принять иной способ философствования». Иными словами, Кампанеллу не удовлетворяла ни одна из существующих космологических систем, поскольку методология нового научного познания в корне противоречила методологии калабрийского мыслителя. Кампанелла отказывался признавать значение механико-математической модели мира. Когда Галилей объявил о наблюдении солнечных пятен и поместил их на поверхность Солнца, Кампанелла счёл, что это знаки-предвестья скорого конца мира, поскольку искренне верил (и рассчитал математически), что Земля постепенно приближается к Солнцу.
Совершенно не случайно, что когда Кампанелла выступил в защиту теории Галилея, последний не принял этого выступления. Уже в 1611 году в письме Галилео, фра Томмазо писал об ошибках и Птолемея, и Коперника. Отвергал он и атомизм, который в рамках неоэпикурейства разрабатывал Гассенди. В «Физиологии» 1637 года он писал:

Галилей философствует недостаточно и, полагаю, неправильно, когда считает воздух и воду сочетанием атомов, более или менее отстоящих друг от друга… Я удивляюсь, что Галилей… признает очевидным только движение телесного импульса, а не от силы качеств во всех действиях огня и холода… Если следовать его учению, то придется отвергнуть и действия качеств, так что нагревание свелось бы к движению остроконечных атомов, а охлаждение — к движению атомов тупых, и оказалось бы, что существует только местное движение без движущих причин, и пришлось бы изгнать из философии причины, и начала, и прималитеты.
Тем самым оказывается, что Кампанелла при помощи мистики защищал рационализм, что Л. Баткин определял как «вольномыслие внутри системы». В русле своих воззрений Кампанелла стремился быть ортодоксальным католиком, что и давало ему импульс как к защите Галилея, так и вере в возможность и скорую переделку человеческой природы и общества. Ортодоксальная доктрина требовала от мыслителя отвернуть не только эпикуреизм или макиавеллизм, но и коперникианство и идею бесконечности вселенной. «Лишь борьба против всех этих передовых концепций эпохи давала почву для бунтарских устремлений… Таков парадокс Кампанеллы». Ещё одной причиной, по которой Галилей отверг обращения фра Томмазо, коренился в «Звёздном вестнике». Прочитав этот трактат, Кампанелла счёл, что там содержится доказательство множественности населённых миров и сообщал в письме Галилею 1611 года, что все планеты «должны быть населены, как и наша Земля». И здесь же Кампанелла писал о самых актуальных для него проблемах: каковы астрономические представления и формы социальной жизни обитателей иных планет? Галилей на полях одной из рукописей начертал:

Падре Кампанелле. Я предпочитаю найти одну истину, хотя бы и в незначительных вещах, нежели долго спорить о величайших вопросах, не достигая никакой истины.
Л. Баткин, комментируя этот казус, заметил, что это наглядная иллюстрация к расхождению двух типов мышления — ориентированного на истину, и на благо.

### «Теория обращения». Кампанелла и Реформация
Католические исследователи биографии и учения Кампанеллы, особенно Дж. Ди Наполи, Р. Америо и Л. Фирпо, безоговорочно причисляли калабрийца к философам Контрреформации. Этому взгляду последовательно оппонировал А. Горфункель, полагая, что взгляды Кампанеллы были несовместимы с официальным католицизмом его времени. Тем не менее, Л. М. Баткин полагал, что в логике сторонников «теории обращения», в частности, Л. Фирпо, много верного. В ранний период у Кампанеллы преобладали не католические идеи, однако после полного провала мессианского восстания во имя Города Солнца и пережитых мучений, находясь в подземельях Кастель-Сант-Эльмо, в 1604—1606 годах философ пережил тяжелейший кризис. Результатом его стала пророческая убеждённость в своей миссии внутри Римской церкви и объяснения прежних неудач неверным пониманием собственного призвания. То есть изначальная теория Кампанеллы (для него самого) была верна, он не понял лишь, что Божественное Провидение и звёзды действуют через людей, люди же не способны постичь истины. Единственным институтом, в рамках которого можно здесь и сейчас совершить великий переворот, является католическая церковь. Согласно Л. М. Баткину, «Кампанелла желал обновить католицизм в ответ и на Реформацию, и на охранительную и инквизиционную реакцию после Тридентского собора. Он был на крайнем левом крыле контрреформационного течения. Если понятие „левая Контрреформация“ звучит странно (хотя никого не смущает амплитуда позиций внутри Реформации от Мюнцера до Меланхтона), то можно воспользоваться уже распространившимся в современной историографии термином „католическая Реформация“».
Неприятие Кампанеллой лютеранства и кальвинизма лежало и в плоскости общего для итальянского гуманизма культа достоинства человека и свободы воли. Учение о предопределении в равной степени не устраивало Томаса Мора, Эразма Роттердамского, Джордано Бруно и Кампанеллу. Более того, с точки зрения самого Кампанеллы-философа (и человека) его 40-часовая пытка 4—5 июня 1601 года была экспериментальным доказательством свободы его личной воли. Кампанелла и далее много писал о свободе воли, основываясь на личном опыте: так, в «Побеждённом атеизме» он вспоминал сломленных заключённых, которые уже не представляли себе жизни за стенами тюрьмы. В книге «О способности вещей к ощущению» он, по словам Л. Баткина, «хорошенько усвоил некоторые вещи, которые полезно знать философу, желающему действовать»: «если ты
находишься в тюрьме, то вынужден в ней находиться». При этом человек истинно свободный не мирится с обстоятельствами и мужественно преодолевает их.
Неудивительно, что в сочинениях Томмазо Кампанеллы полемике с протестантами посвящены сотни страниц и специальный труд «Политический диалог против лютеран». В результате произошёл разрыв с Тобиасом Адами, в переписке с которым Кампанелла весьма неприглядно отзывался о лютеранском учении; более того, ученик секвестировал антипротестантские пассажи в издаваемых в Германии трудах Кампанеллы и отказался печатать «Побеждённый атеизм». В трактате «Вспомнят и обратятся к Господу все края земли» много места посвящено критике теории предопределения и утверждалось, что ересь граничит с атеизмом, а протестантская доктрина превращала народ в мятежников, а государей — в тиранов.

## Томмазо Кампанелла и магическая традиция Ренессанса

### Кампанелла, магия и натурфилософия
Э. Кассирер, говоря о натурализме мысли Ренессанса и последователях Телезио — в первую очередь, Кампанелле, — отметил следующий парадокс. Заложенное Телезио строго эмпирическое сенсуалистическое направление исключало из картины природы всё, что не могло быть утверждено прямыми свидетельствами чувственного восприятия. Отвергая схоластику и Аристотеля, он в равной степени отвергал астрологию и магию, поскольку требовал истолкования природы из неё самой. Однако уже непосредственные ученики Телезия отвергли дескриптивное познание. Кампанелла, стоящий по основной своей доктрине и теории познания ближе всех к Телезио, назвал свой главный натурфилософский труд «De sensu rerum et magia» («О способности вещей к ощущениям и магии»). Происходило это из-за сенсуалистского понимания процесса познания — познать какую-либо вещь возможно, лишь слившись с ней воедино, но это возможно лишь при условии, что субъект и объект обладают сходной природой. «Подобный тип мировоззрения не столько даже мирится с магией, сколько нуждается в ней: он видит в ней действительное осуществление всякой науки о природе». Ещё Пико делла Мирандола определял магию как вершину всей природной мудрости и практический раздел естествознания. С данным определением полностью соглашался Кампанелла, который разделял понятия «естественной» и «искусственной» магии. В рамках единотелесности Космоса Кампанелла не удовлетворялся констатацией факта всеобщей симпатии, а пытался свести его к умозрительным основаниям. По Э. Кассиреру, Кампанелла сделался методологом рациональной магии, настаивая на возведении магии к предельным основаниям и придания ей подлинно рационального облика. Впрочем, в трактате «О смысле вещей и о магии» Кампанелла трактовал о магии божественной, которую нельзя практиковать, не имея благодати (так творил чудеса Моисей); помимо естественной, существует и дьявольская магия, действующая с помощью бесов. При этом, должным образом практикуя естественную магию, постепенно можно перейти и к божественной магии. В трактате «Магия и благодать» Кампанелла решительно осудил Агриппу именно из-за того, что тот не отказался от дьявольской магии. Существует и магия продления жизни, которая сводится к сумме медицинских наставлений.
Определение мага Кампанелла дал в трактате «О способности…»: «Магами назывались древние восточные, преимущественно персидские, мудрецы, которые постигали тайны Бога и природы — этого божественного искусства, а затем творили удивительные вещи». Магия в 14-й книге «Теологии» характеризуется так:

Естественная магия есть практическое искусство, использующее активные и пассивные силы вещей для достижения удивительных и необычных результатов, причины и способы осуществления которых неведомы толпе.
В магии, по Кампанелле, нет ничего сверхъестественного: «Маг взирает на лик небес не суеверно, но как
физик, и производит удивительные действия, прилагая активные силы к пассивным». Основанием симпатии и антипатии всех вещей является способность их к чувственному ощущению, присущее всем уровням иерархии мироздания, сколь бы многоразличными они ни казались. Благодаря чувственному ощущению, все вещи мира связаны между собой не только опосредованно, но и непосредственно; «не просто эмпирически, но и в определённом смысле a priori». Ощущение по Кампанелле является изначальным онтологически-существенным свойством бытия в целом, лежащим за пределами всякой индивидуальной дифференциации и преодолевающим всякую обособленность элементов бытия. Оно не возникает и не проходит; оно проявляется не только в отдельных органических образованиях природы, но сродни всем её порождениям. Эмпиризм, по Э. Кассиреру, вёл не к преодолению магии, а лишь к её кодификации:

Там, где опыт рассматривается как простой агрегат фактов, где он определяется по примеру Кампанеллы как «experimentorum multorum coacervatio» («собирание экспериментальных данных»), не может быть анализа его составляющих и выборки отдельных элементов для систематического созидания образа «природы».
По Кампанелле, магия и не должна служить для создания образа мира, поскольку главная задача мага-философа — действие, основанное на знании глубочайших взаимосвязей мира. Магия включает в себя и объединяет весь свод наук, в особенности астрологию. По Кампанелле, астрология — наука о взаимодействии земных и небесных явлений. Магия должна служить основной общественной деятельности в целях всеобщего преобразования, именно таким образом Кампанелла соединял натурфилософию с политикой.

### Кампанелла и магические практики Ренессанса
Согласно Ф. Йейтс, Томмазо Кампанелла ещё в молодости стал последователем традиции Фичино и оставался практикующим магом до конца своей жизни, искренне веря в собственную глубинную связь с Космосом и предназначение быть вождём магически-религиозной реформы. Так, семь шишек на своей голове он считал соответствующими семи планетам. Полное изложение фичиновской магии Кампанелла представил в «Метафизике», подробно проанализировав «стяжание жизни с небес» в историческом контексте, начиная от герметического канона, Ямвлиха, Порфирия и Прокла; описывал он и ритуалы, посредством которых в античности небесных демонов призывали и вводили в идолов. В его наследии имеется сочинение «О святой Монотриаде», в котором доказывается, что Трисмегист, бывший царём Египта, знал и трактовал практически обо всех христианских таинствах, а также проводил параллели между Гермесом Трисмегистом и Моисеем. В этом же трактате Кампанелла заявил, что св. Фома Аквинский учил о несуществовании естественных путей постижения Троицы, ибо Она не отражена в Творении. Однако, по мнению Томмазо Кампанелла, святой не читал ни платоников, ни Трисмегиста. Иными словами, томистская теология требовала пересмотра в свете неоплатонизма и герметизма. Кампанелла пользовался изданием трудов Аквината, выпущенных в 1570 году кардиналом Каэтано, в комментариях к которым отстаивалась законность астральной магии и талисманов.
В 1628 году Папа Римский Урбан VIII участвовал в одном из магических ритуалов, проведённых Кампанеллой. Папа боялся солнечных затмений, ибо его политические противники предсказывали, что одно из затмений принесёт ему смерть. Кампанелла провёл ритуал для отвращения опасности. В 1629 году свои процедуры он описал в приложении к трактату об астрологии, увидевшем свет в Лионе. Понтифик и маг-доминиканец закрылись в комнате, закупорив её так, чтобы не проникал воздух извне, и завесили её белыми полотнами. При этом горели две лампады и пять факелов, символизирующих планеты. Были воспроизведены и знаки зодиака, «ибо это философская процедура, а не дань суеверию, как думает чернь». При совершении ритуала звучала музыка, соответствующая Юпитеру и Венере, а также использовались камни и растения, и предметы определённых цветов, соответствующих благим планетам. Участники ритуала принимали эликсиры, перегнанные и настоянные сообразно астрологическим рекомендациям. Подобные ритуалы проводились не единожды и повторялись, судя по письму Кампанеллы кардиналу Барберини — племяннику папы — в 1630 году. Родственники понтифика вовсе не были уверены в благотворности подобных действий. Аналогичный ритуал Кампанелла провёл над самим собой незадолго до смерти в 1639 году, также для того, чтобы отвести от себя угрозу затмения. Ритуал был совершён прямо в доминиканском монастыре на улице Сент-Оноре в Париже, где квартировал монах. Целью данных процедур было искусственное создание благоприятного расположения небесных светил, взамен нарушенного затмением. Это был частный ритуал для конкретных лиц, но Кампанелла полагал, что если бы существовало государство, обученное священство которого владело бы данным видом магии, то государство обладало бы могучей защитой от дурных небесных влияний, и не знало бы эпидемий, а также любых преступлений, связанных с нравственностью.
Кампанелла, по-видимому, совершенно серьёзно рассчитывал что папа римский (а позднее — кардинал Ришельё) согласится на магическую реформу в рамках существующей церкви. В послании Папе Павлу V 1606 года он писал: «Я рассматриваю нравственные предписания Христа и показываю с помощью божественной магии, что они соответствуют закону природы, и раскрываю, что Христос есть любовно правящий Первый разум…». В своей «Метафизике» Кампанелла явно писал, что его магия помогает установить связь с ангелами. Не случайно, что иерархия ангельских чинов по Псевдо-Дионисию предшествовала в его трактате рассказу о Гермесе Трисмегисте. Однако, в отличие от Пико делла Мирандола и Фичино, Кампанелла не интересовался каббалой. В трактате «Магия и благодать» (включённом в «Теологию») Кампанелла прямо осуждал каббалистический мистицизм, так же, как и практики Пико делла Мирандола. В целом, по мнению Ф. Йейтс, «Теология» Кампанеллы претендовала на роль своего рода новой доминиканской Summae, призванной обеспечить теологическую базу для ренессанской магии как контрреформационной силы. По А. Горфункелю, то, что Кампанелла оказался единственным ренессансным мыслителем, решившимся на создание свода своего философствования, свидетельствовало о глубоком кризисе натурфилософии.

### Медицинские представления Кампанеллы
Магические и медицинские интересы Кампанеллы были тесно связаны. Он посвятил медицинско-магическим практикам множество трактатов, особенно написанных в молодые годы, часть из которых оказалась утрачена. Семь книг «Медицины» были опубликованы в Лионе в 1635 году Жаком Гаффарелем с посвящением князю Одоардо Фарнезе. Уже в предисловии издателя говорилось, что автор — «монах и богослов» — опирался на опыт прославленных предшественников и прежде всего Фичино. Кампанелла определял медицину как род практической магии (quaedam magica praxis), степень воздействия которой на человека зависит от его восприимчивости к заболеваниям. Иными словами, хороший врач должен воспринимать человека как целостную систему и во всей совокупности её частей, а также среды, в которой организм обитает. Человек как таковой включает четыре плана: астральное духовное тело (mens), дух (spitirus) — «светлый, горячий и подвижный», гуморы и твёрдые части. В своей гуморальной теории Кампанелла отказался от представлений античной и средневековой медицины, привязывающей гуморы к четырём первоэлементам, и резко увеличил их количество. По Кампанелле из всех телесных жидкостей всецело преобладает и господствует кровь, по отношению к которой все прочие гуморы есть не что иное как экскременты, носящие вспомогательную роль, ибо существуют только в тех частях, в которых содержатся. Из всех состояний организма более всего Кампанеллу интересовала меланхолия (atra bilis), происхождение которой он пытался объяснить сочетанием гуморов и астральных позиций. Чёрная жёлчь, согласно его мнению, была осадком тёмной и тяжёлой крови, с преобладанием жара и жиров, и локализовалась в селезёнке. Она вызывает чувство голода и усиливается от страха. В небольших количествах чёрная жёлчь способствует созерцанию, но не является его физиологической причиной. Присутствие этого гумора сигнализирует об особенно тонком строении духа, который хорошо приспособлен к толкованию пророчеств. Напротив, в больших количествах чёрная жёлчь затемняет и страшит дух, нарушает систематичность мышления. Поскольку Сатурн — покровитель меланхолии — пожирает своих детей, чрезмерная устремлённость к учению и науке тоже может оказаться губительной для духа.
Поскольку по Кампанелле дух и высшие интеллектуальные функции суть порождения Солнца и тепла, его медицинская теория направлена на сохранение изначального тепла, слагающего жизнь. Наступление старости происходит от нарушения баланса между телесными и духовными составляющими организма, а телесный дух начинает иссыхать. Естественная смерть наступает, подобно тому, как догорает свеча или лампада, в которой кончилось масло, а твёрдые части тела не в состоянии усваивать тепла от вводимой в организм пищи. Соответственно, Кампанелла предлагал на протяжении всей жизни следить за рационом питания, проживанием в пригодном климате с прозрачной водой и чистым воздухом. Он полагал музыку важной для возбуждения духа к движению и естественной деятельности, которая может также усмирять безумие. Сексуальную активность Кампанелла, как и Фичино, полагал естественной, но в зрелых летах вредной. Для профилактики старости полезно возлежать (casta cubatio) с юношами и девушками, ибо «радости Венеры (чистые от греха) много полезнее иных лекарств» (Veneris laetitia, sed pura absque peccato, multis praevalet medicinis). На сексуальную активность влияет также подвижный образ жизни, из-за чего Кампанелла укорял неаполитанцев, использующих экипажи. Впрочем, лучшим лекарством от старости является внутренняя безмятежность и победа над страстями, и «поддержание печени в мягком виде».
Кампанелла верил в действенность медицинской алхимии и предлагал рецепты некоторых средств для «обновления» поражённых органов, например, при укусе тарантула и сифилисе. Фра Томмазо не отрицал, что возможен эликсир молодости, но о его рецепте не говорил. Давая конкретные рекомендации, Кампанелла много писал о пульсах, по которым можно судить о состоянии лёгких, сердца, артерий и мозга, это свидетельство жизнеспособности духа, поддерживающего и сохраняющего жизнь в организме. В духе своей симпатической теории Кампанелла подробно трактовал о связи астрологических явлений с разными частями организма и приведением их в необходимое соответствие. Например Сатурн — небесный дом чёрной жёлчи, влияет также на одиночных и медлительных животных — барсуков, сонь, мышей, жаб и вшей; его металл — свинец. «Свинцовые» люди мудры, осознают тайные и пророческие сущности, но в то же время могут быть глупы, грубы и нечестивы. Напротив, «солнечные» люди исполнены достоинства и предназначены для истинной власти, но всеми небесными добродетелями ведает Луна. Все низшие телесные сущности полностью зависят от Луны, и потому нельзя заниматься врачеванием чувств, делами рождения, роста и воспитания, не наблюдая за фазами и циклами Луны. Этапы болезней и страсти, а также концентрация, разлитие и высыхание гуморов также всецело зависят от лунного цикла.
Среди прочих идей Кампанеллы выделяется трактовка лихорадки как положительного симптома — реакции организма и борьбы против болезни. Аналогично он трактовал психологические состояния и расстройства — как неадекватную реакцию к страстям, вызванных внешними возбудителями. Крайними случаями являются самоубийства из-за утраты денег или несчастной любви. Преобладание какой-либо определённой страсти губительно, как слишком яркий солнечный свет может привести к слепоте. Для психологической релаксации Кампанелла советует опыт Фичино — очищение и усмирение духа путём созерцания цветущих садов, дыхания свежим и чистым воздухом, и жизни в согласии с природой вообще. В «Медицине» Кампанелла чрезвычайно откровенно писал о состоянии собственного здоровья, вспоминая, как делла Порта вылечил его от болезни глаз лекарственными каплями, или как он сам в 50-летнем возрасте лечился от грыжи, нося железный пояс и ставя припарки. Примечателен пассаж, что вши не осмеливались обосноваться на теле философа из-за чрезвычайного благородства его темперамента.

### Кампанелла и теория общих мест
Ф. Йейтс утверждала, что ещё Джордано Бруно пытался адаптировать герметическую схему космоса к общим местам — классической мнемонической технике, дав систему запоминания на магических образах в книге «О тенях идей». Аналогичные темы можно найти и у Кампанеллы, более того, «Город Солнца» можно рассматривать как книгу общих мест. В трактате «Испанская монархия» фра Томмазо предложил составить карту созвездий, поместив государей дома Габсбургов на небеса, причём и эта карта будет служить системой мест для запоминания. Более того, он предложил инструкцию для изготовления небесного глобуса, предназначенного для магических действий в пользу Австрийского дома; монархи, символически перемещённые на небеса, обретали большое могущество и на Земле. Одновременно глобус представлял собой и собрание общих мест. Кампанелла писал:

Пусть он (монарх) отправит знающих своё дело астрологов… в Новый Свет: там они смогут составить перечень и описание всех новых звёзд, находящихся в том полушарии — от антарктического полюса до тропика Козерога, смогут описать Святой Крест, очертания которого видны у того полюса, а у самого полюса они смогут поместить изображения Карла V и других государей австрийской династии, следуя в том примеру греков и египтян, которые поместили в небеса изображения своих государей и героев. Таким образом можно будет выучить одновременно и астрологию, и систему мест для запоминания…

## Социально-политические и правовые взгляды

### Идеал и эсхатология. Антимаккиавелизм
Фрэнсис Йейтс следующим образом характеризовала идеал Кампанеллы:

Политические идеи Кампанеллы были абсолютно средневековыми и мистическими. Идеалом было возвращение Империи к новому золотому веку — классическое выражение этого идеала мы найдём в «Монархии» Данте с её картинами вселенского мира и справедливости под властью Единого правителя. Кампанелла ищет современное воплощение идеальной всемирной империи, находя его то в испанской монархии, то в папстве, то есть в монархии всемирной.
Согласно Дж. Эрнст, подобный подход является в известном смысле односторонним. Кампанелла в своей политической теории отталкивался от Макиавелли, и сосредотачивался, преимущественно, на религии как важнейшем институте и связующей силе человеческого общества.
Кампанелла ещё в молодости строил планы радикального переустройства человеческого строя в соответствии с природными и божественными началами. Ему было свойственно глубокое эсхатологическое сознание, и потому свои политические планы фра Томмазо неизменно связывал с ожиданием космического переворота, гибели и обновления мира в огне. Необходимость глубоких перемен он неизменно обосновывал Священным Писанием, ссылками равно на Отцов Церкви, философов-неоплатоников и герметиков. Природные катастрофы его времени — землетрясения, неурожаи, эпидемии, появление новых звёзд и комет — он неизменно истолковывал как знамения близости конца света, которому предшествует установление Царства Божия на Земле. Соответствующие взгляды Кампанелла изложил в «Испанской монархии» и трактате «О наилучшем государстве», иллюстрацией к которому является собственная утопия фра Томмазо — «Город Солнца».
Несмотря на свою эсхатологию, Кампанелла верил в естественный круговорот вещей — объективную космическую закономерность, в рамках которых неизбежен возврат человечества к «невинному естественному состоянию». Круговорот вещей именуется «Роком, Судьбой и Случаем», но человек способен воплотить его в собственном благоразумии, считаясь с обстоятельствами. Человек не должен полагаться только на божественную волю и благоприятное расположение светил, а должен сам активно принимать участие в преобразовании мира. В то же время Кампанелла укорял политиков за то, что они игнорируют знаки божественной воли и пренебрегают астрологическими толкованиями и знамениями. Главным симптомом общественного неблагополучия Кампанелла видел социальное неравенство, о котором весьма образно писал в «Испанской монархии». Господство неравенства и частных интересов порождает погоню за наживой и разрушение нравственности, ничем не сдерживаемое себялюбие и индивидуализм. Высшим воплощением этих пороков Кампанелла считал макиавеллизм, осуждению которого посвятил отдельный трактат и даже писал об этом из тюрьмы папе Павлу V. В послании понтифику доминиканец заявил, что «Государи почитают Макиавелли за Евангелие», а в «Политических афоризмах» писал, что «государственная необходимость» есть понятие тиранов, под которым подразумевается лишь собственное благо правителя. Обличительный пафос раннего Кампанеллы принял ещё более глобальные формы в последние годы жизни, воплотившись в проекте всемирного единения — «Монархия Мессии». Отвергая макиавеллизм, Кампанелла противопоставлял ему иную концепцию: мудрый политик ставит целью благосостояние всего общества и его единство. Для последнего необходимо взрастить в обществе три вида связей:
1. Связь душ, то есть распространение гуманитарного знания и религии.
2. Связь тел, то есть смешанные браки между представителями разных наций, людьми разного физического сложения и темперамента. В «Испанской монархии» Кампанелла настаивал, чтобы испанские мужчины брали в жёны представительниц других народов, распространяя испанский язык и культуру, а также умеряя пороки испанского народа, особенно гордыню.
3. Обмен благами, то есть поощрение торговли и особенно судоходства, что позволяет приблизить самые далёкие страны и связывать отдельные части огромной империи[1].

### Утопия
«Город Солнца» являлся наиболее полным воплощением программы Кампанеллы по социально-политическому преобразованию общества. Основу её составляло упразднение причины неравенства — то есть частной собственности, поэтому все солярии (жители Города Солнца) являются «одновременно богатыми и вместе с тем бедными: богатыми — потому, что у них есть всё, бедными — потому, что у них нет никакой собственности, и поэтому не они служат вещам, а вещи служат им». Практически все современники и исследователи последующих поколений обращали внимание на тезис Кампанеллы об упразднении моногамной семьи, поскольку из существования семьи монах-доминиканец выводил возникновение частной собственности и социального неравенства, ибо наличие отдельного жилища и собственной жены и детей воспитывает себялюбие. Здесь явно прослеживается влияние «Государства» Платона и собственного монастырского опыта Кампанеллы, но имеются и несомненные инновации. Важнейшая из них — устройство общества соляриев на «научной» основе. Поскольку семья ликвидирована, то и производство и воспитание потомства переходит в руки государства в соответствии с биологическими и астрологическими показаниями. Кампанелла писал в своей утопии, что мужчины и женщины сызмальства воспитывались так, что верили в могущество науки и её творцов, работали и жили радостно, ощущая сопричастность все деяниям государства, созданного ради общего блага. Государство вмешивается в деторождение, поскольку личные чувства у соляриев отделены от производства потомства. Кампанелла был искренне убеждён, что его евгенические устремления могут быть реализованы лишь в случае, если люди последуют им по собственной воле. Как и многие другие пророки и утописты он полагал, что открытый им «новый закон» сведёт на нет отрицательные стороны человеческой натуры и постепенно весь мир станет жить по обычаям Города Солнца. Чтобы этого добиться, Кампанелла разработал рациональные принципы воспитания и обучения детей, которые впоследствии оказали огромное влияние на доктрину Яна Амоса Коменского.
Кампанелла отлично понимал, что труд является проклятьем человечества и потому положил в основу своей утопии всеобщее участие в труде. У соляриев почётом пользуются те, «кто изучил больше искусств и ремесел и кто умеет применять их с большим знанием дела». Рабочий день не превышает 4 часов, всё остальное время можно посвящать наукам, развитию умственных и телесных способностей. Высвобождение свободного времени возможно благодаря применению технических новшеств.
Утопия Кампанеллы была теократической. Мировое государство, за которое он ратовал, было необходимо для глобальной магической реформы, в результате которой каста священников-магов будет поддерживать в Городе вечное счастье, благополучие и добродетель, а религия Города будет в полном согласии с научной картиной мира — под которой фра Томмазо понимал естественную магию. Подавляющее большинство соляриев занимаются физическим трудом, в то время как организация производства, научное и политическое руководство целиком принадлежит касте жрецов. По Ф. Йейтс, к римскому идеалу всемирной империи, возвращающейся вместе с новым золотым веком и платоновскому идеалу государства, управляемого философами, Кампанелла добавил третий — вечное и неуязвимое египетское государство священнической магии. Правитель Города Солнца именуется «Солнцем» или Метафизиком, и обозначается астрологическим символом (). Это одновременно священник, царь, высшая духовная и светская власть. При Метафизике имеются соправители — Мощь, Мудрость и Любовь, соответствующие мировым прималитетам, которые ведают основными отраслями жизни солярийцев. Эти четверо назначают правителей всех остальных уровней. Политическая власть неотделима от священнослужения, поскольку Метафизик и остальные проводят богослужения и исповедуют граждан. При храме, венчающем идеальный город, имеется коллегия из 12 жрецов-астрологов, которые специально рассчитывают воздействие звёзд на дела человеческие. Эти 12 занимаются и регулированием небесных влияний и всех сторон человеческой жизни, включая оплодотворение растений, животных и людей. Даже высокоразвитая наука и техника соляриев создана и управляется священством. Это далеко не случайно: Кампанелла исходил из представления о первичности духовного единства в жизни общества. В «Политических афоризмах» он писал, что общность душ может быть создана и сохранена благодаря «основанной на науке религии, которая есть душа политики и защита естественного закона».

### Всемирное единение
Утопию всемирной монархии Кампанелла изложил в трактатах «Монархия Мессии» и «О царстве Божием». Побудительным импульсом здесь было прекращение войн между народами и братоубийства, которые он полагал противоестественными. Всемирное единение должно было, в первую очередь, избавить человечество от войн, голода и эпидемий. Аргументация его выглядела следующим образом: не может быть одновременно голода повсюду, поэтому в случае неурожая в едином государстве одни области и народы смогут помочь своим хлебом другим. Переселение народов в здоровые места избавит Землю от лихорадок и прочих эпидемий, а установление мира приведёт к всеобщему изобилию и расцвету наук. Всеобщее богатство наступит после отмены границ, свободе передвижений и связей между людьми. Всеобщую монархию Кампанелла мыслил не как деспотию, это, скорее, союз народов и государств. В «Монархии Мессии» главой всемирного государства должен был стать римский первосвященник. В Риме должен быть создан Сенат, в который войдут главы или представители глав всех государств. Все страны мира обязуются безусловно повиноваться постановлениям Сената, безусловно воспрещаются войны, а все споры должны решаться путём мирного обсуждения. Если какой-либо тиран вздумает нарушить общее согласие, все остальные государи должны выступать против нарушителя. Подобные взгляды не были догматическими, более того, Кампанелла, рассматривая историю Священной Римской империи, осудил Карла V за то, что тот не воспользовался случаем и не убил Франциска I и Лютера.
После переезда во Францию, в 1635 году Кампанелла издал «Политические афоризмы», в которых утверждал, что небесные знамения предрекают ослабление испанской и возвышение французской монархии, на которую отныне доминиканец возлагал свои вселенские планы. В эклоге на рождение будущего Людовика XIV в 1638 году, Кампанелла создал свою последнюю утопию. Текст её был построен по образцу мессианской четвёртой эклоги Вергилия. Главным лейтмотивом является предначертание французскому Петуху совместно с преображенным Петром править единым миром. В грядущем мире труд станет удовольствием, каждый с радостью возьмёт на себя долю общего труда; все будут почитать одного Бога и Отца, и объединятся в любви; все короли и народы соберутся в новом Городе Солнца, именуемого Гелиакой. Построить его предстоит новорожденному сиятельному герою:
До основанья изучит искусство войны он и мира,

В тайны небес и во всё, что земля и вода

 производят,

Вникнет глубоким умом, и вещей познает систему.

Связи постигнет, раскрыв веления судеб и Рока…

### Учение о государстве
Рассуждая о возникновении государства, Кампанелла в своих «Политических афоризмах», видел его первопричиной естественную склонность людей к объединению. Как и Платон и Аристотель, Кампанелла отождествлял государство с обществом. Оригинальным в его конструкции был постулат, что государство может быть создано в результате насилия, отсюда проистекают многочисленные разновидности форм государственности и способов правления; они могут как соответствовать природе, так и отклоняться от неё. Естественными объединениями являются союз мужчины и женщины, родителей и детей, семью (слуг он тоже включал в этот институт), соединение семей в поселении (villa) и поселений — в город-государство (civitas). Объединение городов-государств создаёт провинцию, провинций — область, областей — государство (imperio), государства — монархии, охватывающие большие страны. Высший — и пока недосягаемый — вид союза людей по Кампанелле — сплочение всего человеческого рода. Говоря о социальной структуре общества и государства, Кампанелла провозглашал его соответствие Природе и Высшему Разуму. Фра Томмазо заимствовал платоническое учение о различной натуре и способностях людей. Призвание слабых телом интеллектуалов — быть священниками и философами; сильных телом и духом — воинская стезя; слабых духом, но с крепкими руками — сельское хозяйство; слабых духом, но с ловкими руками — к ремеслу и т. д. Мудрые и сильные физические — повелевают, слабые умом и телом — повинуются. В дурно управляемом государстве каждый подданный сидит не на своём месте и несёт службу, для которой не годен. Наиболее порочными практиками философ полагал передачу должностей по наследству или покупку должностей.
Единоличное правление добродетельного и мудрого мужа Кампанелла называл царством или монархией; верховенство дурного человека — тиранией; правление группы доблестных людей — аристократией, групповое правление дурных людей — олигархией. Хорошее правление всего народа Кампанелла именовал политией, а дурное — демократией. Помимо «чистых» форм правления он выделял и смешанные, приводя примеры из современных и исторических государств. Образцом монархии представала у него Испания, правления нобилей — Венеция, народовластия — Швейцария. Примерами смешанного правления являлись Речь Посполитая (король и аристократия), Лакедемон и Римская республика (знать совместно с плебсом). Однако действительная власть принадлежит тому, кто осуществляет «власть меча». Примером истинного единодержавия является Святой Престол. Кампанелла, в общем, объявлял себя сторонником правления большинства, но одновременно явно симпатизировал монархии. 94-й политический афоризм гласил: «Монархия хороша, если речь идёт о завоевании, республика — для сохранения государства». Эти положения сближали взгляды Кампанеллы с нелюбимым им Макиавелли. В «Испанской монархии» Калабриец отводил королю Испании роль «нового Кира», который объединит мир и установит идеальный мировой порядок.
Из органической теории Кампанеллы следовало, что граждане являются частями единого тела государства и общества; целостность природы отражается и в жизни государства. Люди поражают природе, в этом плане Кампанелла повторял распространённую в античности и средневековье идею об улье, в котором существует принципиальное равенство, хотя у пчёл есть «начальницы», но они избираются самой природой. Человеческое государство — единый живой организм, большая семья, похожая на улей, в котором, однако, человек сохраняет свободу воли.

### Правовые взгляды Кампанеллы
В своём правопонимании Кампанелла различал естественное и позитивное право. Естественное право он определял как «первое искусство» Бога, оно касается всего сущего, равно живой и неживой природы. Животный мир инстинктивно исполняет естественные законы, причём волки живут в анархии, муравьи, саранча и птицы — в демократии, а у пчёл существует монархия, возглавляемая маткой-правительницей, коронованной самой Природой. Человек, наделённый высшим разумом — царь природы, над которой ему надлежит господствовать. Естественное право установлено Господом для человека; но оно не касается частностей, универсально и неизменно. Человеческое законодательство создаётся по образцу законов естества, но соответствует конкретному моменту и интересам конкретных народов. Даже самые лучшие государственные установления не могут сравняться с естественным правом. К временным и частным законам относятся также медицинские советы, правила педагогики. Доказывая важность позитивного права, мыслитель делил его на директивное (указывающее, наставляющее) и принуждающее. Последнее необходимо по отношению к преступникам и упорствующим правонарушителям, однако каре должны предшествовать нравоучение и возможное исправление. Кара применяется лишь в случае недейственности предписывающих законов. Как и Т. Мор, Кампанелла высказывался за простоту и краткость законодательства и правосудия и доступность его для широких масс. Законы возникают из самой жизни, и постоянно нуждаются в толковании. Если законов много, необходимо свести их в компендиум, что в христианском мире осуществил только Юстиниан.
В «Городе Солнца» текст немногочисленных законов вырезан на колоннах у дверей храма, где и осуществляется правосудие. Судьями служат непосредственные начальники подсудимого, приговор может быть обжалован перед тремя правителями — заместителями Метафизика. При этом разбирательство переносится на другой день. На третий день дело может быть рассмотрено Метафизиком, в противном случае приговор вступает в силу. Пережив пять инквизиционных процессов, Кампанелла стал убеждённым сторонником гласного, устного и оперативного процесса. Пытки не применяются. Для уличения необходимы пятеро свидетелей: солярии всегда работают и даже передвигаются отрядами. Кампанелла выдвинул требование соразмерности преступления и наказания, в ветхозаветном духе. Теоретическим обоснованием этих взглядов является естественное право, «которое не добавляет сверх природных законов ничего, кроме таинств, способствующих их соблюдению». Естественное право является божественным и влечёт мир к гармонии и порядку, ибо каждая вещь имеет свою цель. Юрист, по Кампанелле, — тот же маг, который не ограничивается познанием, как философ, но действует, основываясь на знании глубочайших взаимосвязей вещей. Однако Кампанелла не одобрял адептов юдициарной астрологии, поскольку она противоречила свободе воли.
О причинах преступлений Кампанелла развёрнуто трактовал в «О наилучшем государстве». Только частной собственностью и наличием семьи объясняются разбой, коварные убийства, изнасилование, кровосмешение и блуд. Сам образ жизни Города Солнца устраняет мятежи подданных, поскольку к ним проводит произвол должностных лиц, их своеволие либо бедность и чрезмерное унижение народа. После создания справедливого общества исчезнут низкопоклонство, ложь, воровство, неопрятность, надменность, гордость, похвальба, праздность, распутство, убийство детей во чреве матери и проч. Идеальные солярии Кампанеллы самым гнусным из пороков считали гордость, а также преследовали неблагодарность и злобу, неуважение, леность, уныние, гневливость и шутовство, а также ложь. Он проявил себя безусловным сторонником смертной казни (путём побивания камнями или самосожжением на костре из пороха). Одной из важнейших причин для смертной казни Кампанелла называл выступления против Бога и религии, против высших властей, дезертирство с поля боя. Помимо смертной казни Кампанелла полагал необходимыми такие меры воздействия как изгнание, бичевание, выговор, отлучение от церкви и запрет общаться с женщиной. Наказание рассматривалось как средство искупления греха, проступка против общего блага.

## Томмазо Кампанелла — поэт
Свободный и влекущий груз оков,

Затерянный в толпе и одинокий, —

Ввысь из низин стремлюсь. Мой ум высокий

Меня вздымает к полюсу веков.

Поверженных сзываю, поборов

Печаль души, хоть этот мир жестокий

Меня гнетёт. Лечу! Настали сроки

Взорлить над сонмом скал и бугорков!

В стремительных бореньях бытия

Вновь добродетель обретаю я,

Исполнен благородного страданья.

Любви я на челе ношу печать,

В свой час вкушу я сладости молчать

В стране безмолвного всепониманья!
По мнению американской исследовательницы Шерри Руш, Томмазо Кампанелла был поэтом, в творчестве которого достигла завершения поэтическая саморефлексия итальянского Ренессанса. В 1622 году в свет вышел сборник его философской лирики Scelta di poesie filosofiche, сочинения в котором были приписаны некоему «Сеттимонтана Сквилле». Это был корпус 89 стихотворений, отобранных самим автором, уникальным его делает авторский комментарий прозой на латинском языке. Это также свидетельствует о принадлежности поэтического собрания Ренессансу, и вводит Scelta в один ряд с дантовой «Новой жизнью», «Тезеидой» Бокаччо и комментария к собственным сонетам Лоренцо Медичи. В то же время автор не стремился разъяснить поэтических смыслов и не налагал авторитетного мнения, поэтому комментарии Кампанеллы добавляют, по Ш. Руш, ещё одно поэтическое измерение, требующее от читателя активной интерпретации. Псевдоним — «Сеттимонтано Сквилла» — метонимически передавал имя автора (Campanella — «колокольчик», squilla — «бубенчик», settimontano — «семихолмный», намёк на форму головы поэта), в комментарии же фра Томмазо отмечал, что сонеты созданы тем же автором, что и «Метафизика» и «Город Солнца», то есть это не было маскировкой или мистификацией. Первоиздание философской поэзии Кампанеллы 1622 года сохранилось в 3 экземплярах (один из которых принадлежал Бенедетто Кроче, а ещё один содержал авторскую правку и некоторые пометы). Авторитетное критическое издание было выпущено Джованни Джентиле в 1915 году. В бумагах Кампанеллы упоминаются многочисленные стихотворные произведения, составлявшие 7 книг, но подавляющее большинство их не сохранилось. В прижизненные издания Кампанелла не включал лирических обращений к реальным людям, например, монахине Дианоре. Л. Амабиле разыскал так называемый «Кодекс Понцио» — рукопись 82 сонетов Кампанеллы, изъятых у него в августе 1601 года. Из них только 14 вошло в состав Scelta.
Томмазо Кампанелла включается в число наиболее значительных поэтов итальянского барокко XVII века. Ю. Виппер отмечал, что поэзия его аскетична, и «вдохновлена возвышенным примером Данте». По мнению Н. Котрелёва: «И латинский его стиль, и итальянский отличаются дерзким — и не понятым в его время — пренебрежением к школьным нормам подражания древним. Это позволило Кампанелле вылепить своё слово в необычном для той эпохи соответствии с каждым поворотом яростной мысли. <…> У Кампанеллы слово — даже тогда, когда он занят в стихотворении самыми отвлеченными метафизическими вопросами, — пропитывается волей и чувством, изменяет свою внутреннюю структуру, запечатлевая в себе полноту духовного и душевного изъявления личности в самый момент рождения каждого данного слова. <…> Лирика Кампанеллы — непрестанное извержение, в котором каждое слово — вполне самоценная картина, сиюсекундное творение автора. С одной стороны, таким образом, творчество Кампанеллы — новая фаза осуществления платонической поэтики, подразумевающей любовное, а значит, и лирически-взволнованное, проникновение в изображаемый предмет. Но, с другой стороны, лирическое изъявление у Кампанеллы ценно и значительно лишь постольку, поскольку оно индивидуально…».
Кампанелла-поэт, преимущественно, самовыражался в форме канцоны, мадригала и сонета, однако их своеобразие настолько велико, что, по мнению Шерри Руш, не позволяет проводить параллелей с традициями Петрарки или Бембо. В частности, если первостепенным в поэзии Петрарки является устремлённость души к Лауре — и через неё к духовной гармонии, то Кампанелла не включал в изданные собрания стихотворений обращения к земным женщинам. Его главное устремление — София-Премудрость, поиск Божественного Бытия и попытка выразить чувства тварного создания — человека — от этого переживания; его поэтический словарь радикально отличается и от Петрарки, и от Бембо. В его стихах много библейских реминисценций, которые, однако, истолковываются в духе неоплатонизма, а также доктрин Фичино и Телезио — Вселенная суть порядок и единство, в центре которой непостижимое, вездесущее, всеохватное и самодостаточное Единое, от которого эманирует Логос, содержащий все формы и разум, по природе своей ущербный, ибо тварный. Для Кампанеллы очевидно, что даже самые необразованные простецы способны подниматься в созерцании к более высоким ступеням восприятия Бога, но восстаёт против несоответствия вседостаточного высшего порядка и хаоса смертной жизни.
В своём трактате «Поэтика» Кампанелла радикально полемизировал с Аристотелем, возглашая этические и социальные цели поэтического творчества:

Поскольку цель поэта — наставлять и внушать правду и добро, достигая этого посредством наслаждения, и он делает это, представляя предметы воле и чувствам…, — предметы же, посредством которых распространяются науки и добрые нравы, не всем доступны и желанны, — было необходимо разъяснить их на очевиднейших примерах и внушать их неявно посредством приятнейших доводов, как бы и отличающихся, но по сходству, в сущности, тождественных; и если примеров этих недостаточно, то их выдумывали в виде фабул и притч. Такого рода вымысел есть подражание истине. Таким образом, очевидно, что подражание и фабула в поэзии требуются не сами по себе, а акцидентально, когда не хватает действительных (жизненных) примеров, что извинительно делать и тогда, когда надо изъяснять философские понятия. Итак, цель поэта не в подражании и не в вымысле, но он подражает для того, чтобы представить, и представляет, чтобы привлечь и научить, учит и привлекает, чтобы внушить законы, добродетели и правила счастливой жизни. Ведь если он есть частица государства и является гражданином, он содействует общей пользе, как все члены тела каждый в отдельности приносят пользу всем остальным и каждому, выполняя своё назначение.— Поэтика, IV, 1 (пер. А. Горфункеля)

## Наследие
При жизни труды Кампанеллы пользовались известностью и до опубликования распространялись в списках. По данным библиографии Л. Фирпо, сохранилось 60 рукописей «Испанской монархии», 29 списков «Политических афоризмов», 20 — «Монархии мессии», 26 — «Речей к итальянским государям», 8 — «К Венеции», 7 — «Политического диалога против лютеран, кальвинистов и иных еретиков», и прочее. «Испанская монархия» в 1620—1709 годах переиздавалась 12 раз, в том числе в немецком и английском переводах, и стала самым популярным сочинением Кампанеллы — в том числе из-за изложения его политической программы. В период 1617—1632 годах шестикратно переиздавалась «Речь о Нидерландах» — на латыни, немецком и голландском языках, одно издание — по распоряжению Фрисландских штатов. При жизни автора дважды переиздавались «Политические афоризмы», удостоившись не слишком благожелательных комментариев Гуго Гроция. Не меньшего внимания современников удостоились четыре издания «Астрологии» Кампанеллы, его пророчества и гороскопы. Вновь сочинения Кампанеллы стали переиздаваться с 1830-х годов — преимущественно, поэзия и «Город Солнца». В 2000-е годы под редакцией Дж. Эрнст и Мишеля Лернера были осуществлены научные переиздания практически всех трудов Кампанеллы и его переписки.

### Историография
Биографию Кампанеллы на латинском языке опубликовал в 1705 году в Амстердаме Эрнесто Чиприани, она была переиздана в 1722 году. После двух веков забвения, наследие Т. Кампанеллы — утописта оказалось востребованным в контексте социалистических и коммунистических движений XIX века, особенно в рамках представлений К. Каутского о «предшественниках новейшего социализма» или «предшественниках научного социализма». В дальнейшем это оказало огромное влияние на советскую мысль, хотя А. Э. Штекли и писал, что Энгельс никогда не упоминал Кампанеллу в числе предшественников марксизма или каких-либо его составных элементов. В. И. Ленин, рассуждая о монументальной пропаганде, считал некоторые идеи «Города Солнца» вполне применимыми в политической практике 1920-х годов. В среде немарксистских мыслителей рубежа XIX—XX веков общим местом было определение Кампанеллы как коммуниста (так его обозначил В. С. Соловьёв). Л. М. Баткин отмечал:

«Город Солнца» сохранился, потому что коммунистическую идею Кампанелле удалось выразить резче, чем другим. Всё остальное вскоре кануло в забвение, но ведь он дорожил этими десятками трактатов никак не меньше, чем «Городом Солнца», вовсе не считал их «остальным».
Научное изучение творчества и биографии Кампанеллы в первую очередь началось в Италии. В 1882 году вышел фундаментальный трёхтомник Луиджи Амабиле, который не являлся профессиональным историком, но ввёл в научный оборот практически все существующие документальные источники. Труд Л. Амабиле Л. М. Баткин характеризовал как первую серьёзную биографию мятежного монаха. Именно в биографии Амабиле была введена «теория симуляции», согласно которой, всё ортодоксально-католическое или мистическое в наследии и поведении Кампанеллы было следствием его безысходного положения узника инквизиции, вынужденного маскировать свои подлинные убеждения. Эта теория критиковалась католическим исследователем Романо Америо, который отметил в своей монографии 1944 года, что абсурдным было бы считать, будто скрытый антихристианин Кампанелла всю жизнь симулировал христианские взгляды. В 1947 году вышло исследование Луиджи Фирпо, которое также признаётся в кампанеллианской историографии этапным. Главной заслугой Л. Фирпо являлся анализ сквозных тем творчества фра Томмазо, окончательно доказавшего единство его идейного облика, вне зависимости от истолкования. Л. Фирпо составил также фундаментальную библиографию исследований Кампанеллы, которая определяет развитие этих штудий в западной историографии. Его исследование процессов над Кампанеллой было переиздано в 1998 году.
Разброс мнений об истолковании идейных ориентиров Кампанеллы огромен и до сих пор окончательно не преодолён. Католические историки поставили вопрос об ортодоксии фра Томмазо; даже в «Философском словаре» Генриха Шмидта, переведённом на русский язык в 1961 году, утверждалось, что Кампанелла — «доминиканец строго церковного толка». В интерпретации Г. Шмидта верховный правитель Города Солнца, по сути, — Папа Римский, воплощающий собой идеал. Аналогичные взгляды выражал Джованни ди Наполи. В 1968 году в Калабрии прошли юбилейные торжества в честь мыслителя, в 1969 году вышел большой сборник статей, выпущенный в рамках научно-исследовательской сессии. Джованни ди Наполи опубликовал там большую статью о ереси и процессе Кампанеллы, разрабатывая свою теорию «искреннего обращения». В 1964 году Фрэнсис Йейтс в своей монографии «Джордано Бруно и герметическая традиция» проанализировала творчество Кампанеллы — и в первую очередь «Город Солнца» — с точки зрения магических и герметических взглядов эпохи Ренессанса. Ранее исследовательница посвятила отдельную статью мистическому истолкованию Кампанеллой французской монархии. Она разделяла взгляды Л. Уолкера, который считал, что Кампанелла придерживался магической традиции Фичино.
В советской историографии были представлены два несхожих подхода к восприятию мысли Кампанеллы. Множество статей и две книги посвятил фра Томмазо А. Э. Штекли; его биография, изданная в 1959 году в серии «Жизнь замечательных людей» (переиздавалась в 1960 и 1966 годах) была полностью построена на «теории симуляции». В ещё более резкой форме А. Э. Штекли полемизировал с католическими историками в монографии 1978 года «„Город Солнца“: утопия и наука». В 1969 году вышла небольшая биография Кампанеллы, написанная А. Х. Горфункелем, в которой, по мнению Л. М. Баткина, на солидной источниковедческой базе была полностью опровергнута «теория симуляции». Именно А. Х. Горфункель впервые в советской и российской историографии показал, что Кампанелла был глубоким и правоверным католиком («левым» в терминологии Л. Баткина), тем не менее, его позиция была совершенно несовместима с официальной католической доктриной.
В 1990-е годы в Италии были опубликованы новые исследования биографии и наследия Кампанеллы, выполненные Джерманой Эрнст и Эудженио Каноне. Последнее было посвящено поэзии мятежного монаха. Исследование Дж. Эрнст было в 2010 году переведено на английский язык. Под её редакцией (и Эудженио Каноне) в 2006 году была опубликована Enciclopedia Bruniana e Campanelliana. С 1995 года издаётся журнал Bruniana & Campanelliana.
Поэзия Кампанеллы, не укладывавшаяся в каноны Ренессанса, барокко и классицизма, не привлекала внимания исследователей вплоть до наступления эпохи романтизма. Только в 1802 году Гердер начал изучение поэтического наследия Кампанеллы, сделав его героем для романтиков. Ещё более эти черты проявились в итальянской критике Рисорджименто и были закреплены в «Истории итальянской литературы» Ф. де Санктиса в 1870—1871 годах. Бенедетто Кроче поставил вопрос о философском наполнении поэзии Кампанеллы, полагая, что мятежный монах нашёл в поэтической форме точку сопряжения Идеального и реального. В дальнейшем в итальянской и мировой литературе о поэзии Кампанеллы конкурировали подходы Кроче и Джентиле (в издании 1915 года). Дж. Джентиле в 1939 году выпустил улучшенное издание поэтического корпуса Кампанеллы, параллельно последовали издания М. Винчигерра (1938) и Л. Фирпо (1954) — последнее учитывало авторские правки и ремарки на экземпляре издания 1622 года из библиотеки Ораторианцев. Издание Больцони 1977 года было основано на тексте Фирпо, но учитывало чтения Р. Америо в пяти стихотворениях. Комментарии во всех указанных изданиях полностью следовали научной и мировоззренческой парадигме каждого из исследователей.

### Память
В 1918—2013 годах (до реконструкции) имя Кампанеллы находилось на обелиске в Александровском саду. В родном городе — Стило — в 1923 году был установлен памятник Кампанелле и мемориальная доска на доме, в котором он родился. В Альтомонте имеется площадь имени Кампанеллы.
В первой половине 1920-х годов А. В. Луначарский работал над драматической трилогией «Фома Кампанелла», так и оставшейся незаконченной. Первая её часть — «Народ» — была поставлена 7 ноября 1920 года в Незлобинском театре, на премьеру автор пригласил и В. И. Ленина. Эту пьесу ставили в 1921 году в Саратове. Премьера второй части трилогии — «Герцог» — прошла 29 марта 1924 года в Театре МГСПС, под названием «Князья мира сего»; в главных ролях — И. Н. Певцов и Степан Кузнецов. Третья часть — «Солнце» — осталась недописанной, и впервые была напечатана по рукописи только в 1983 году. В 1973 году для итальянского телевидения Джанни Амелио был поставлен биографический фильм «Город Солнца». В роли Кампанеллы — Джулио Броджи.
25 апреля 1994 года в честь Томмазо Кампанеллы назван астероид 4653 Tommaso, открытый в 1976 году астрономом Н. С. Черных.

## Издания трудов
- F. Thomae Campanellae De sensu rerum et magia, libri quatuor: pars mirabilis occultae philosophiae, vbi demonstratur, mundum esse Dei vivam statuam, beneque cognoscentem, omnesque illius partes, partiumque particulas sensu donatas esse, alias clariori, alias obscuriori, quantus sufficit ipsarum conseruationi ac totius, in quo consentiunt, & ferè omnium naturae arcanorum rationes aperiuntur. — Francforti : Apud Egenolphum Emmelium, impensis Godefridi Tampachij, 1620.
- F. Thomae Campanellae Calabri o.p. Realis philosophiae epilogisticae partes quatuor, hoc est De rerum natura, Hominum moribus, Politica, cui Ciuita solis iuncta est & Oeconomica, cum adnotationibus physiologicis. A Thobia Adami nunc primum editae. — Francforti : impensis Godefridi Tampachii, 1623.
- R. P. Campanellae ... Astrologicorum libri 7. In quibus Astrologia omni superstitione arabum, & iudaeorum eliminata physiologicè tractatur, secundum S. Scripturas, & doctrinam S. Thomae, & Alberti, & summorum theologorum; Ita vt suspicione mala in ecclesia dei multa cum vtilitate legi possint. — Francfurti, 1630.
- A.R.P.F. Thomae Campanellae ... Monarchia messiae. Eminentissimo, et reuerendissimo d. Io Baptistae Pallottae. — Aesii : apud Gregorium Arnazzinum, 1633.
- Thomae Campanellae ... Medicinalium, juxta propria principia, libri septem. Opus non solum medicis, sed omnibus naturae et priuatae valetudinis studiosis vtilissimum. — Lugduni : ex officina Ioannis Pillehotte, 1635.
- Ludouico Iusto 13. regi Christianissimo. Ad Christianæ rei patrocinium. Dedicat fr. Thomas Campanella, Ordin. prædicat. tres hosce libellos, videlicet Atheismus triumphatus, seu contra Antichristianismum, &c. De gentilismo non retinendo. De prædestinatione & reprobatione & auxiliis diuinæ gratiæ cento Thomisticus. — Parisii : apud Tussanum Du Bray, 1636.
- Th. Campanellæ De monarchia Hispanica discursus. — Amstelodami : Elsevirus, 1640.
- Opere di Tommaso Campanella scelte, ordinate ed annotate da Alessandro d'Ancona. — Torino : Cugini Pomba e comp., 1851. — Vol. 1.
- Opere di Tommaso Campanella scelte, ordinate ed annotate da Alessandro d'Ancona. — Torino : Cugini Pomba e comp., 1854. — Vol. 2.
- Кампанелла. Город Солнца / Пер. с лат. и ком. Ф. А. Петровского. Пер. прил. М. Л. Абрамсон, С. В. Шервинского и В. А. Ещина. Вст. ст. В. П. Волгина. — М.—Л. : АН СССР, 1954. — 228 с. — (Предшественники научного социализма. Под общ. ред. акад. В. П. Волгина).
- Эстетика Ренессанса : [Антология. В 2-х т.] / Сост. [и авт. предисл.] В. П. Шестаков. — М. : Искусство, 1981. — Т. I. — 495 с.
- Эстетика Ренессанса : [Антология. В 2-х т.] / Сост. [и авт. предисл.] В. П. Шестаков. — М. : Искусство, 1980. — Т. II. — 639 с.
- Selected Philosophical Poems of Tommaso Campanella A Bilingual Edition / Edited, translated, and annotated by Sherry Roush. — Chicago : University Of Chicago Press, 2011. — 247 p. — ISBN 9780226092058.